# Frankfurt nad Mohanem
Frankfurt nad Mohanem (německy Frankfurt am Main, česky zastarale též Frankobrod) je město na řece Mohanu, nacházející se v jižní části německé spolkové země Hesensko, jehož je největším městem a zároveň pátým největším městem Německa. Žije zde přibližně 776 tisíc obyvatel.
Frankfurt je také přezdíván „Bankfurt“, protože je finančním srdcem Evropy, v jeho centru sídlí bankovní instituce světového významu. Tato městská čtvrť se nachází na jednom břehu řeky Mohanu a je podle něj označována „Mainhattan“. Frankfurt nad Mohanem je důležitým veletržním městem a pro Evropu významným dopravním a internetovým uzlem.

## Geografie
Frankfurt nad Mohanem, ležící na obou březích Mohanu, rozkládá se na ploše 24 830,6 hektarů, ze severu na jih čítá délku 23,3 km, z východu na západ 23,4 km. Obvodová hranice města je dlouhá 113 km. Nejvyšším bodem Frankfurtu je Berger Warte (212 m n. m.), nejnižším je břeh Mohanu v oblasti Frankfurt/Sidlingen/Okriftel (88 m n. m.) Centrem města je náměstí An der Hauptwache, které je zároveň dopravním uzlem a nákupním centrem. Délka břehu řeky Mohan v rozmezí hranic Frankfurtu je 16 km.

## Historie
Nepřetržité osídlení pahorku kolem pozdějšího císařského dómu je archeologickými nálezy doloženo od mladší doby kamenné. Na místě města sídlili Keltové, vznikl zde i římský vojenský tábor, po němž se návrší dodnes nazývá Römerberg, četné antické římské a germánské památky se dochovaly v Archeologickém muzeu. Křesťanskou éru zahájil franský královský dvůr dynastie Merovejců. Císař Karel Veliký měl ve Frankfurtu nad Mohanem jedno ze sídel – tzv. císařskou falc; to doložil svatý Jimram (Emmeram) listinou z 22. února 794 pro řezenský klášter sv. Jimrama. Je v ní poprvé uveden latinský název města ve formuli: „Actum super fluvium Moine in loco nuncupante Franconofurd“ (česky: „Vydáno na řece Mohan v místě zvaném Pevnost Franků.“).

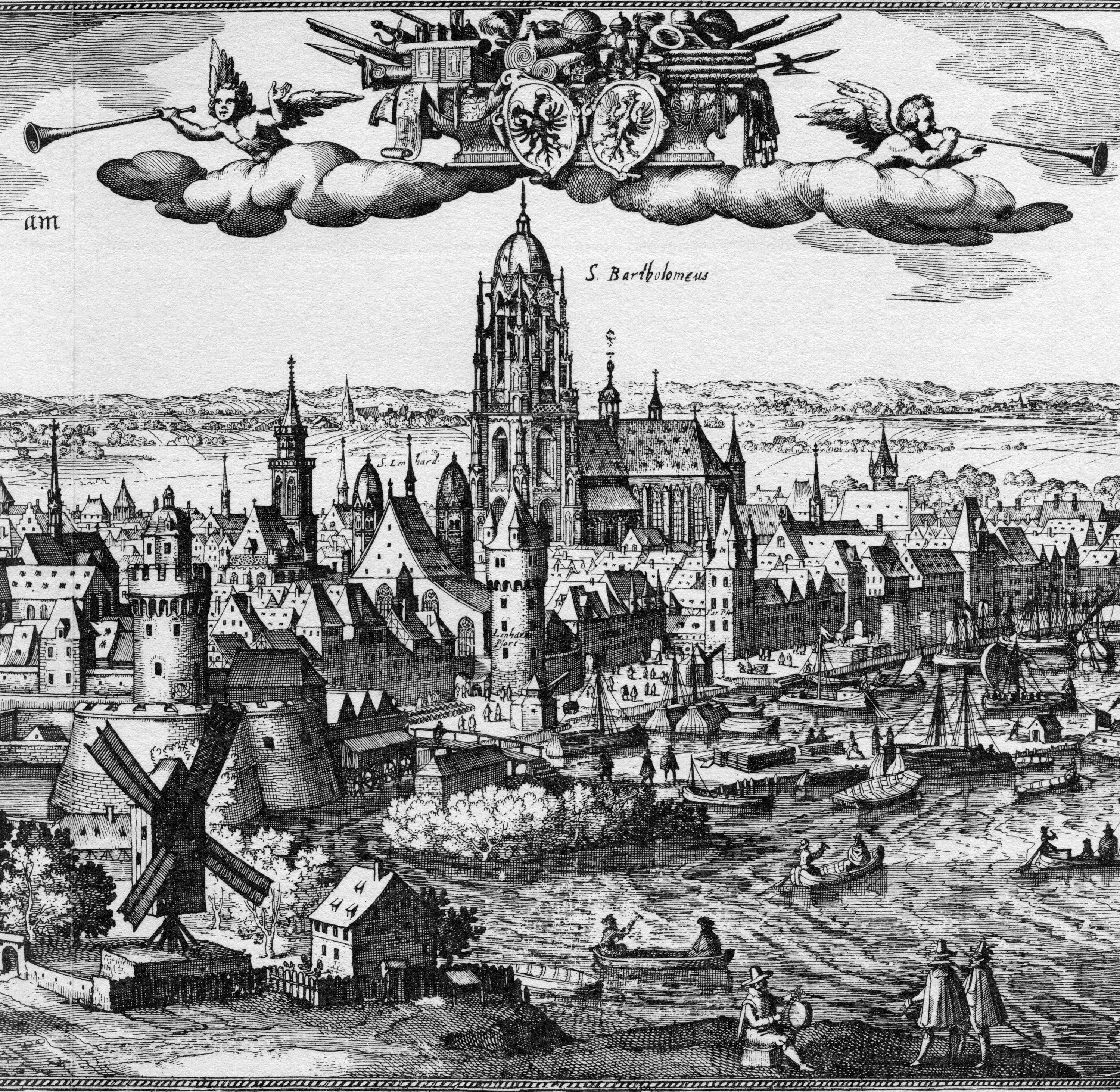
Frankfurt v roce 1612

Ve Frankfurtu se v r.843 dočasně nacházelo královské Falcko východofranské říše a sídlo říšského sněmu. V roce 1220 se stal Frankfurt svobodným říšským městem. Zlatá bula císaře Karla IV. stanovila Frankfurt od roku 1356 stálým volebním městem římského krále poté, co se zde uskutečnilo od roku 1147 nejvíce voleb králů. Císaři Svaté říše římské byli od roku 1562 ve Frankfurtu pravidelně korunováni a posledním byl František II. v roce 1792. Po pádu Svaté říše římské se Frankfurt dostal pod vládu mohučského arcibiskupa-knížete Karla von Dalberga, který jej spolu se svými knížectvími Řeznem a Aschaffenburgem sjednotil v samostatný stát pod Rýnský spolek. Kníže Dalberg v roce 1810 odstoupil Řezno Bavorsku a byl odškodněn územím v Hanau a ve Fuldě, které se staly spolu s Frankfurtem součástí krátkodobě existujícího (1810–1813) Frankfurtského velkovévodství.
Se zhroucením napoleonského systému se Frankfurt dostal 14. prosince 1813 pod dočasnou správu vítězných spojenců pod vedením prefekta Karla Wilhelma von Günderrode. Na Vídeňském kongresu Bavorské království plánovalo anexi Frankfurtu, ale výsledkem jednání bylo obnovení statutu Frankfurtu jako svobodného města v rámci Německého spolku a jmenování Günderrodeho starostou. Frankfurt se tak spolu s Hamburkem, Brémami a Lübeckem stal jedním ze čtyř svobodných měst, která si udržela svoji tradiční městskou svobodu až do moderních dob. Ve Frankfurtu byl zřízen roku 1867 Severoněmecký spolek. Německo zasáhla bouřlivá vlna revoluce roku 1848. Svolané Národní shromáždění zasedalo ve frankfurtském kostele svatého Pavla.
V prusko-rakouské válce zůstal Frankfurt věrný Německému spolku. Veřejné mínění však bylo více na straně Rakouska a jeho císaře, ačkoliv se také z Frankfurtu ozývaly hlasy, které z ekonomických a zahraničně politických důvodů hájily dobrovolné připojení k Prusku. Frankfurt byl 18. července obsazen pruskou armádou a byl zatížen velkou kontribucí. Prusko město anektovalo dne 2. října, které tím definitivně ztratilo statut městského státu a bylo přiřazeno k vládnímu obvodu Wiesbaden provincie Hesensko-Nasavsko. Frankfurtským mírem byla v roce 1871 ve Frankfurtu oficiálně ukončena prusko-francouzská válka.

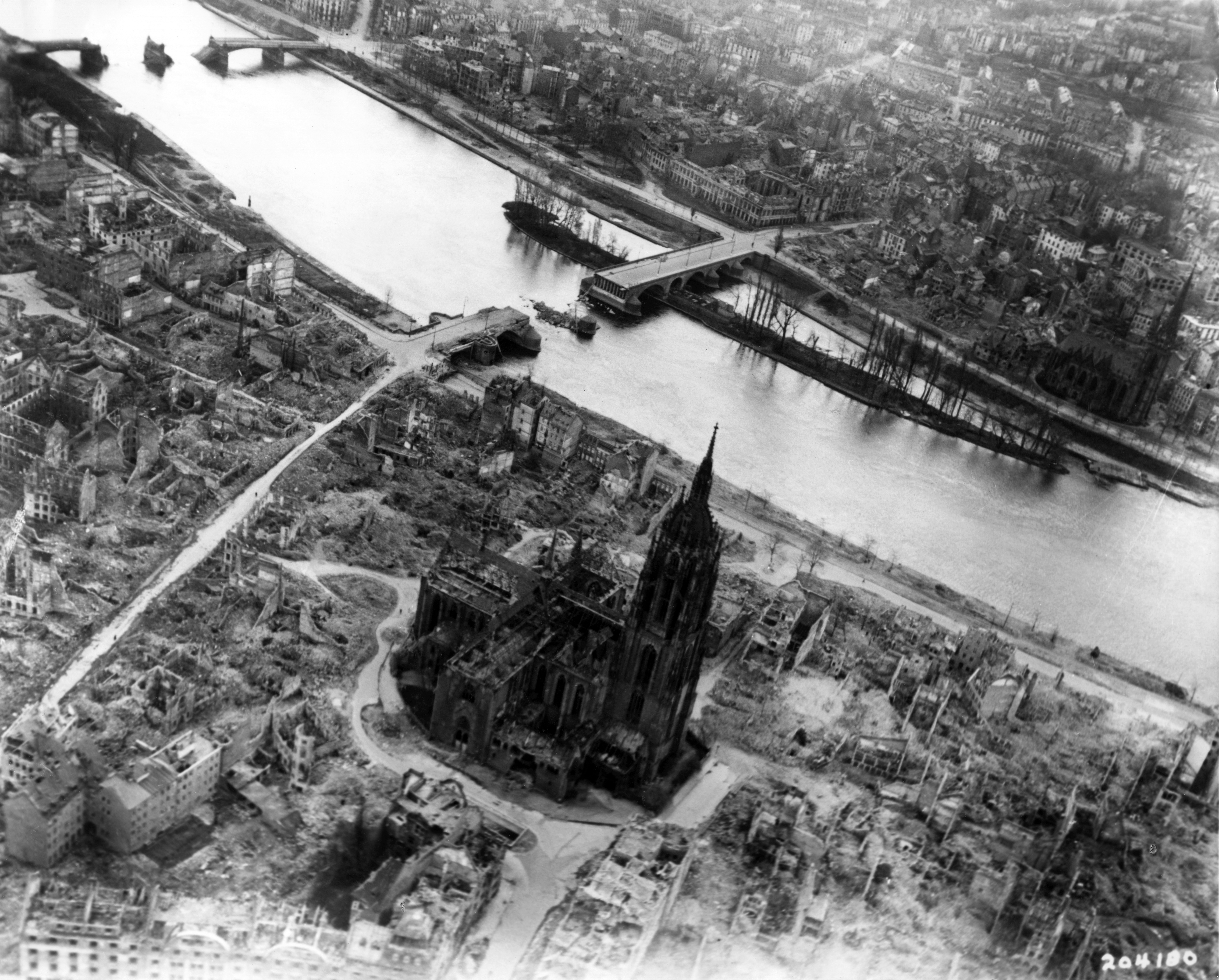
Katedrála na konci druhé světové války

Pro hospodářský rozvoj průmyslového města s rychlým růstem obyvatelstva byla anexe výhodná. Frankfurt přičlenil v příštích desetiletích množství okolních obcí a měst a svou plochu oproti roku 1866 tím zdvojnásobil a svojí plochou se stal dokonce na krátký čas počátku 20. století nejrozsáhlejším městem Německa.
Za nacionálního socialismu bylo z Frankfurtu deportováno 9 000 židů. Za druhé světové války cílené letecké útoky téměř úplně zničily Altstadt a Innenstadt. Čistě středověký charakter města do roku 1944 – v této podobě již tehdy jedinečný pro německé velkoměsto – se v rámci moderní poválečné obnovy vytratil. Na místě spleti uliček s těsně postavenými hrázděnými domky stojí v historickém jádru města betonové stavby z 50. let. Po válce si ve městě zřídila své sídlo americká okupační armáda. Při volbě hlavního města Německa Frankfurt velmi těsně prohrál proti favoritu kancléře Konrada Adenauera – Bonnu a nově postavená budova, která se měla stát parlamentem, se stala místo toho sídlem Hesenského rozhlasu. Město Frankfurt se stalo opět hospodářskou metropolí země a v roce 1999 sídlem Evropské centrální banky.

### Znak města
Znak zobrazuje na červeném pozadí stříbrnou orlici se zlatou korunou. Orlice symbolizuje někdejší status města jako svobodného říšského města. Ve dvacátých letech 20. století měl být znak nahrazen radikálně zjednodušenou formou. Primátor Ludwig Landmann chtěl podle duchu času zaměnit orlici expresionistickou verzí. Obyvatelstvu se ale tento návrh nelíbil a znak byl rychle vrácen zpět na původní verzi.

## Obyvatelstvo
Frankfurt nad Mohanem je páté největší město Německa (po Berlínu (3,5 mil.), Hamburku (1,8 mil.), Mnichově (1,5 mil.) a Kolíně (
1,08 mil. obyvatel)). Frankfurt je multikulturním městem, ve kterém se nachází obyvatelé ze 180 národů, podíl cizinců je 45,3 % veškerého obyvatelstva. Frankfurt je také znám jako město s největším podílem singles – více než polovina domácností má jen jednoho člena.

## Ekonomika a průmysl

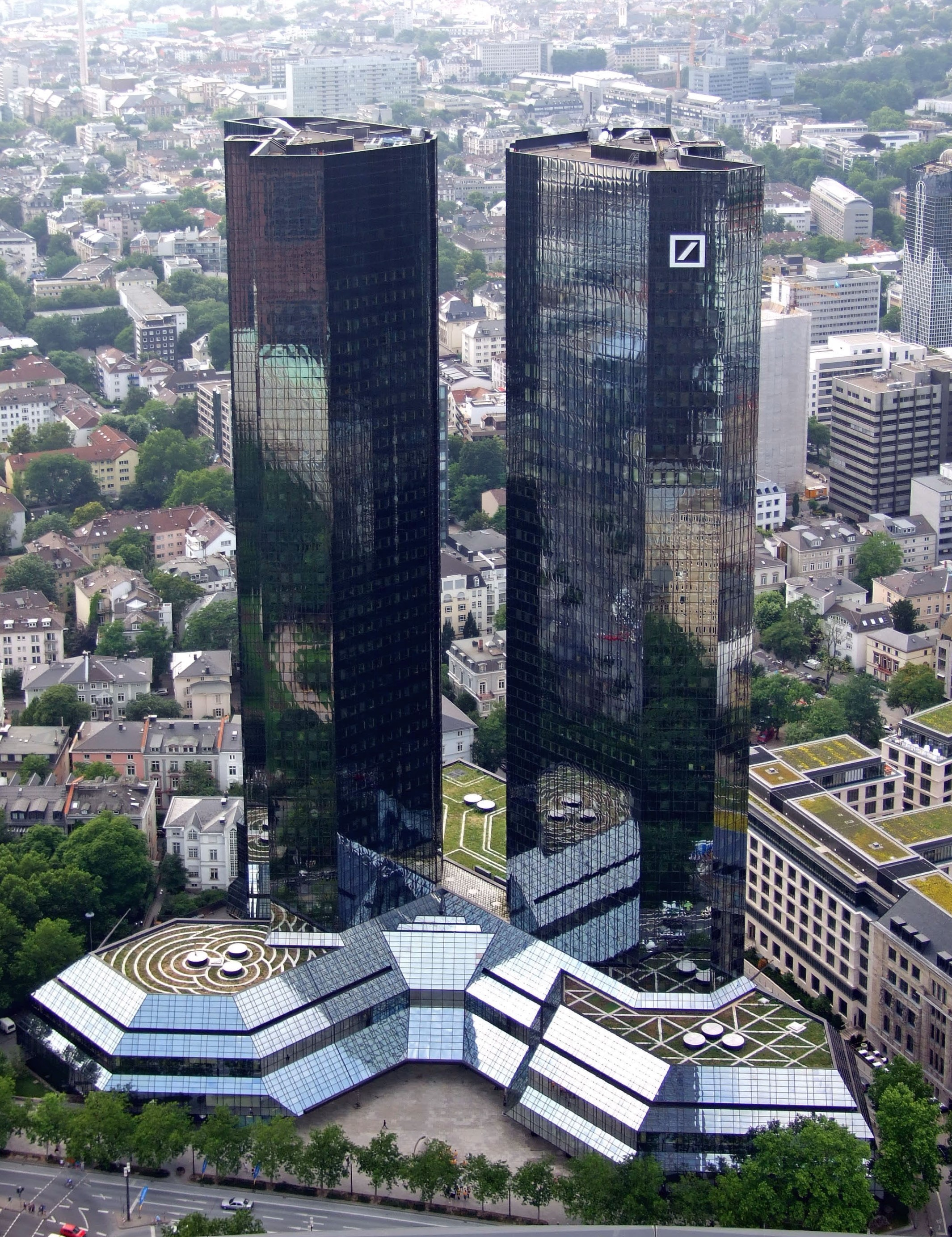
Sídlo Deutsche bank, 155 metrů vysoké mrakodrapy

Frankfurt nad Mohanem je centrem nejatraktivnějšího a hospodářsky nejsilnějšího evropského regionu. Jeho poloha v centru Evropy láká především bankovní instituty.

### Bankovní centrum
Frankfurt je nejdůležitější evropskou bankovní a burzovní metropolí. Banky stojí také za zrodem nového symbolu Frankfurtu – tzv. Skyline, které tvoří nejmodernějšími mrakodrapy jako důkaz hospodářské síly, moci a bohatství bank. Ve Frankfurtu sídlí až 315 kreditních institutů a 175 zahraničních bank. Sídlo zde našla Bundesbank (Německá národní banka), Deutsche Bank, od roku 1998 zde sídlí také Evropská centrální banka. Největší úřední budovou v Evropě je mrakodrap Komerční banky – Commerzbank (300 m včetně antény).

### Frankfurtská burza
Frankfurtská burza se nachází v centru města a místními je označována za chrám kapitalistů. Před budovou stojí bronzové sochy medvěda a býka. Býk je se svou vztyčenou hlavou vzhůru znakem vzrůstající ceny, naopak medvěd je symbolem těžkopádných, klesajících kurzů.
Historie Frankfurtské burzy sahá až do 9. století, avšak první důležitý krok se stal v roce 1585, kdy se nejdůležitější a největší velkokupci dohodli na tzv. Burs, jehož účelem bylo stanovit a sjednotit hodnotu mincí z různých regionů. Dnes je Frankfurtská burza třetí největší na světě (1. místo patří New York Stock Exchange, 2. místo obsadil Nasdaq) a rozprostírá se na vícero místech ve Frankfurtu. Nejstarší budova je dnes určena především pro televizní přenosy a pro návštěvníky.

## Doprava

### Vlakové a autobusové nádraží
Frankfurtské hlavní nádraží Frankfurt (Main) Hauptbahnhof je jedním z nejdůležitějších a největších dopravních uzlů Evropy.

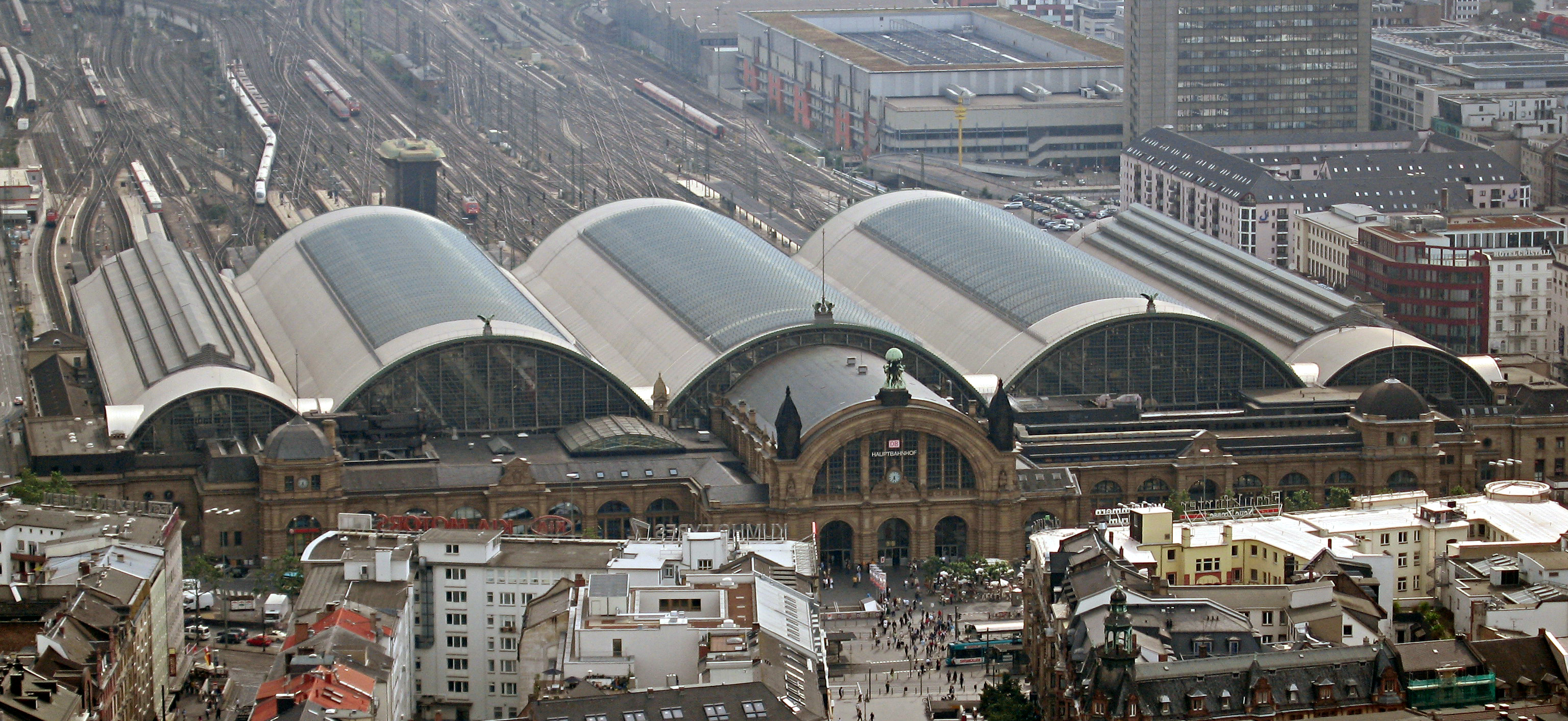
Frankfurtské hlavní nádraží – Frankfurt (Main) Hauptbahnhof

Budova nádraží je architektonickým skvostem své doby,[zdroj⁠?!] která v roce 2006 prošla kompletní rekonstrukcí – čelo budovy zdobí Atlas. Za jeden den projede nádražím přes 360 000 cestujících (dle zdrojů Deutsche Bahn ročně 90 miliónů pasažérů) a kolem 1800 vlaků. Frankfurtské nádraží je také označováno za jedno z nejbezpečnějších v Německu.
Přímé spojení Frankfurtu s Českem nabízí jedenkrát denně pár vlaků kategorie EuroNight Praha – Curych, tam EN458 (Praha 18:26, Frankfurt hbf 3:47) a zpět EN459 (Frankfurt hbf 0:22 Praha 9:38; stav podle jízdního řádu platného v roce 2023), který obsluhuje hlavní nádraží. Během dne je nejrychlejší spojení IC Busem s přestupem v Norimberku.
Součástí vlakového nádraží je autobusové nádraží. Autobusové linky mezi Českem a Německem zajišťují společnosti Eurolines, FlixBus a Student Agency.

### Letiště
Zcela mimořádný význam má letiště ve Frankfurtu. Podle údajů za rok 2010 je letiště na třetím místě v Evropě a devátém na světě v počtu přepravených osob, na druhém místě v Evropě a na jedenáctém na světě v počtu vzletů a přistání a konečně v objemu přepravovaného nákladu je na druhém místě v Evropě a na sedmém celosvětově.

### Místní doprava

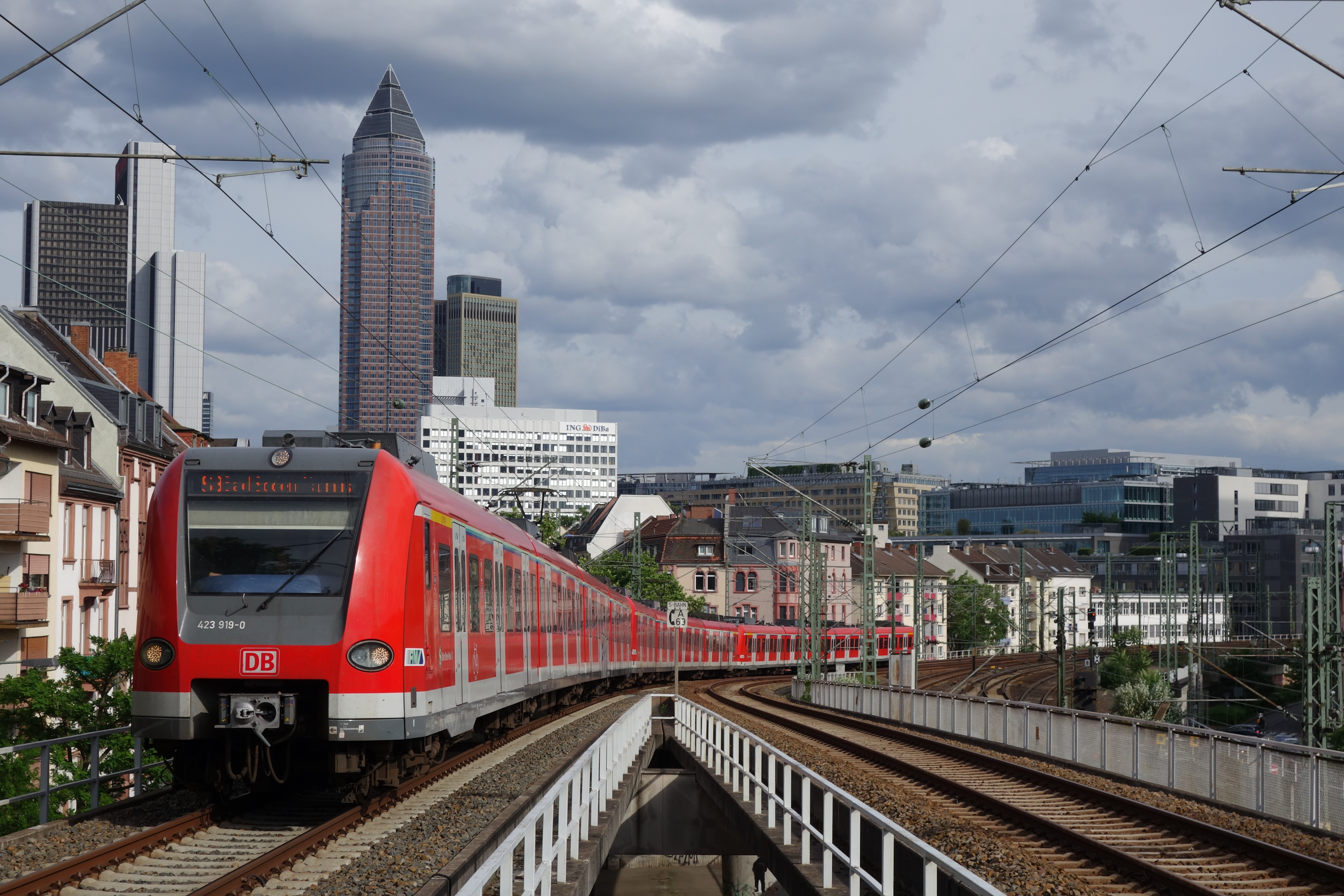
S-Bahn

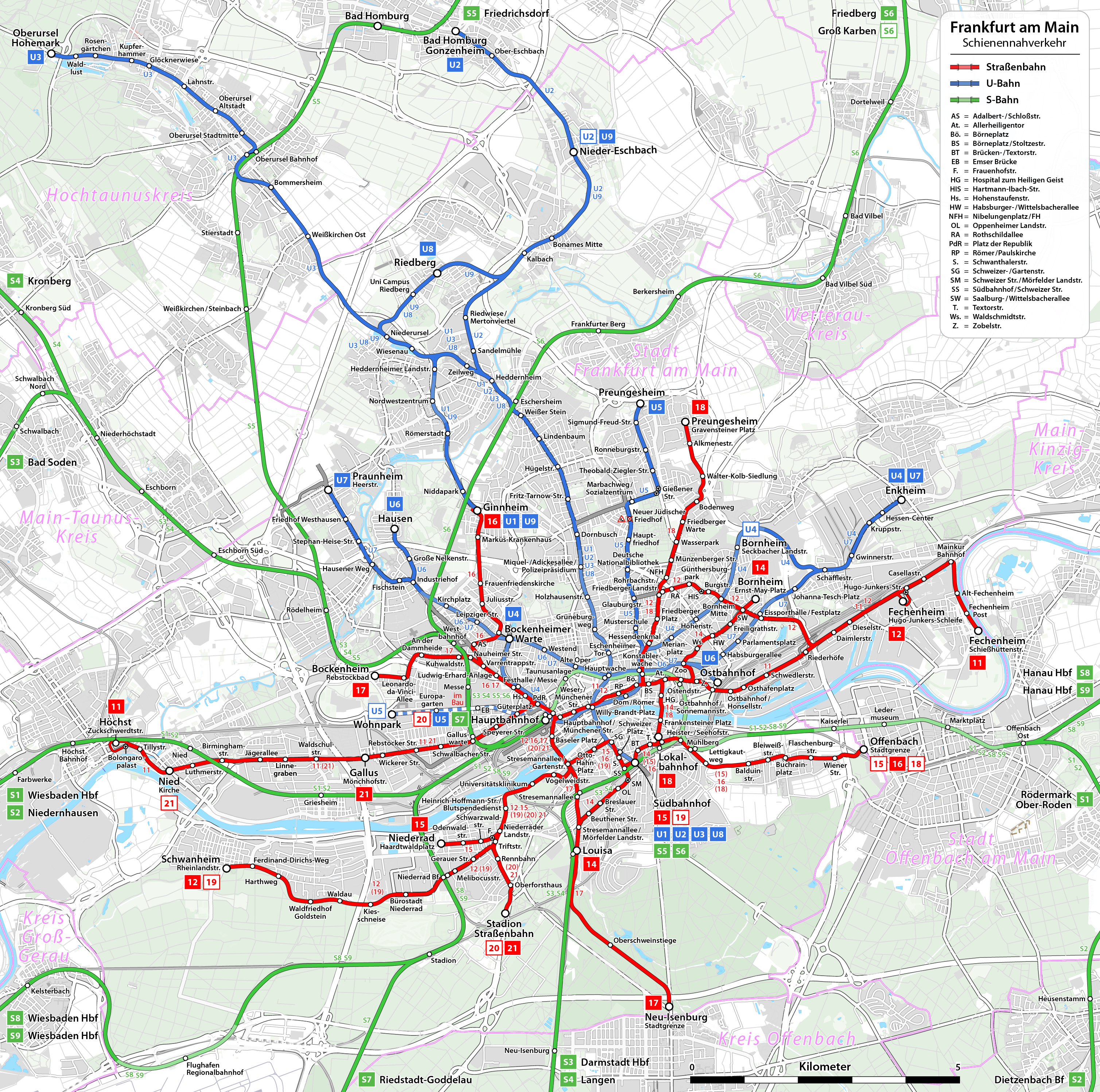
Síť veřejné dopravy

Frankfurt je důležitým dopravním centrem Evropy mezinárodního charakteru. Městská doprava je zastoupena spolkem RMV Rhein-Main-Verkehrsverbund, který je největší v Evropě. Propojuje 15 krajů, 4 velkoměsta, spravuje oblast velkou 14 000 km2 a čítá přes 10 000 zastávek. RMV přepravuje ročně přes 600 miliónů cestujících. RMV ve Frankfurtu zajišťuje dopravu autobusovou (Büsse), metro (U-Bahn a S-Bahn) a tramvaje. Frankfurtské metro, tzv. U-Bahn spravuje dceřiná společnost VGF Verkehrsgesellschaft Frankfurt. Pod RMV dále spadá RE (Regionalexpress) a RB (Regionalbahn). Křižovatkou pro všechny spoje jsou zastávky Hauptwache a Konstablerwache.

### Automobilová doprava
Důležitým bodem pro automobily je křižovatka Frankfurter Kreuz, která propojuje dálnice ze všech světových stran a propojuje tak spojnice od Hamburku do Basileje či z Düsseldorfu do Mnichova. Denně zde projede přes 300 000 vozidel.

## Internet a komunikace
Frankfurt je také, vedle Amsterdamu a Londýna, jeden z nejvýznamnějších internetových uzlů v Evropě. Sídlí zde DE-CIX – peeringové centrum s největším datovým tokem na světě, peeringové centrum KleyReX a také zde mají důležité komunikační uzly všichni největší a přední světoví poskytovatelé internetového připojení.

## Památky

Půdorys dómu s interaktivním vyznačením jeho stavebních etap

- Kostel svatého Bartoloměje (Kaiserdom) – císařská katedrála sv. Bartoloměje – gotická stavba na půdorysu řeckého kříže s dlouhým chórem a kryptou stojí na předrománských základech. Archeologickým a stavebně historickým průzkumem byly stanoveny nejstarší úseky zdiva od merovejské stavby z let 500–700, přes karolinský kostel z 8. století až po románskou stavební etapu. Vrcholně gotická dostavba severního císařského portálu a některých kaplí je spojena s aktivitou císařského dvora Karla IV. V jižní kapli sv. Marie Magdalény se konávala volba císaře, kterého volilo sedm kurfiřtů. Stavební etapa krásného slohu, klenby kaplí a architektonická plastika jsou spojeny s kameníkem Madernem Gerthenerem, jehož autoportrét se na jedné konzoile dochoval. Oltáře a další vnitřní zařízení byly v období bombardování za druhé světové války většinou odstrojeny a deponovány v protileteckých krytech, takže po rekonstrukci stavby mohly být navráceny na původní místo. Další oltáře byly přeneseny z válkou zničených kostelů (např. frankfurtského Nikolaikirche).
- Altstadt (Staré Město): v jádře gotická stavba radnice; náměstí s frontou hrázděných měšťanských domů ze 14.–18. století
- Pauluskirche (kostel sv. Pavla), původně raně gotický, součást kláštera františkánů, v době reformace proměněn na evangelický, nejlépe dochovaný kostel ve městě.
- Innenstadt (Vnitřní Město)

## Kultura a umění

### Divadla a koncertní sály

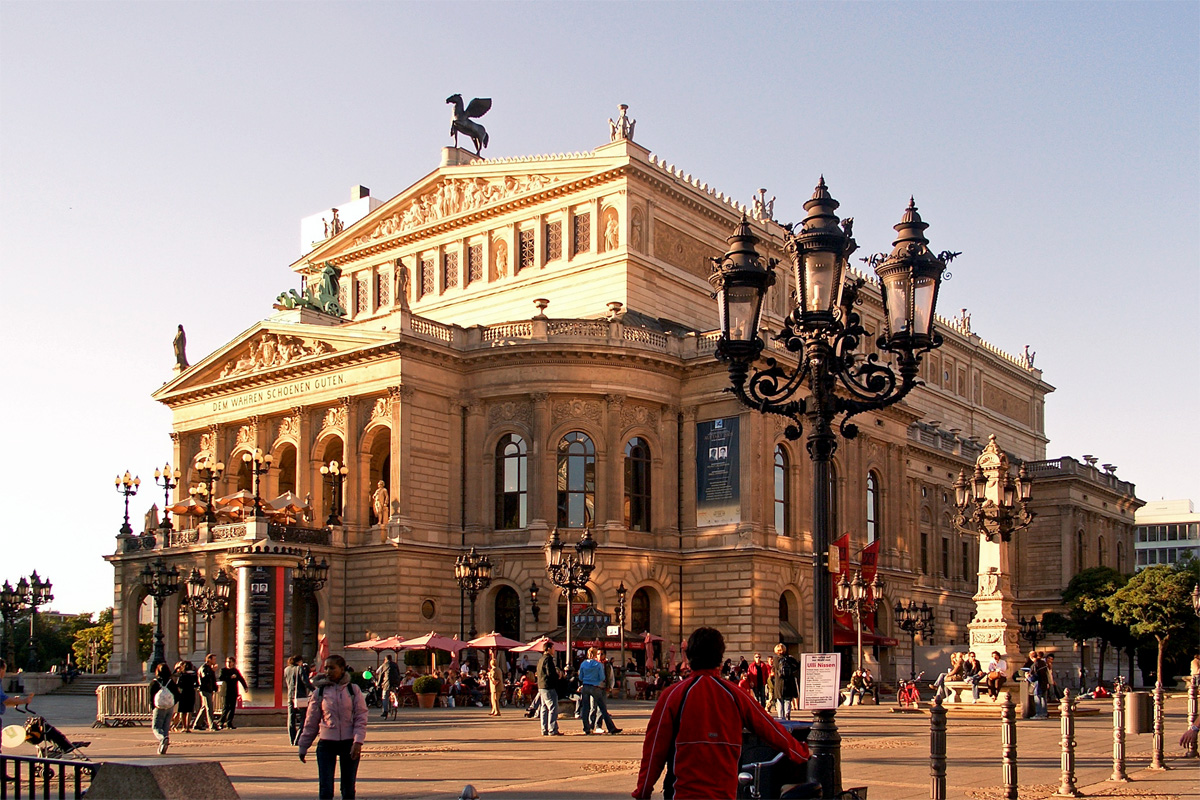
Stará Opera

Ve Frankfurtu nad Mohanem je až 33 divadel. Nejznámější budovou je Alte Oper (stará opera). Budova opery byla válkou kompletně zničena. Správa města se však zasadila na počátku 80. let 20. století o její znovuvybudování. Frankfurt tak získal mezinárodně uznávané kulturní centrum, ve kterém se ročně pořádá až 400 různých představení. Dalšími významnými centry jsou například English Theater, které prezentuje divadelní kousky z celého světa, Fritz-Rémond-Theater (divadlo komedie v prostorách Zoologické zahrady), Oper/Balett Frankfurt či Tigerpalast (zážitková gastronomie a muzikály).

### Muzea
Frankfurt nad Mohanem nabízí kolem čtyřiceti muzeí a téměř sto galerií včetně galerií prodejních. Ročně je navštíví přes dva milióny návštěvníků. Nejhustší zastoupení mají na „Muzejním nábřeží“ (Museumsufer), na levém břehu řeky Mohan mezi Železným mostem (Eisernen Steg) a Mostem přátelství (Friedensbrücke). Mezi ně patří Muzeum ikon (Ikonenmuseum), v parku situované Uměleckoprůmyslové muzeum (Museum für angewandte Kunst) s konstruktivistickou budovou od amerického architekta Richarda Meiera.

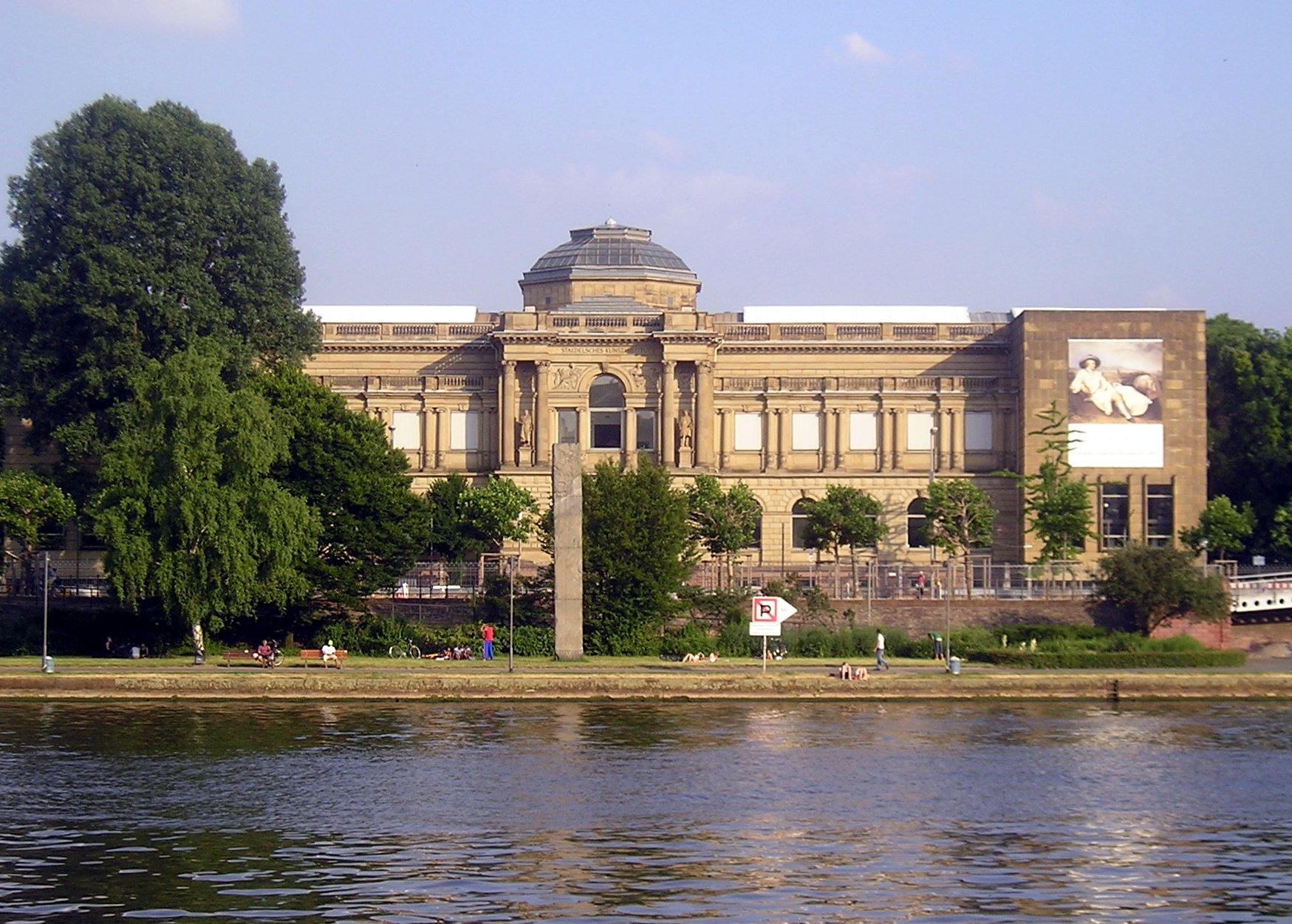
Städelské muzeum

Muzeum a galerie starého umění s proslulou sbírkou gotické plastiky sídlí v novogotickém domě někdejšího severočeského textilního továrníka barona Heinricha von Liebiega (Liebieghaus), který městu odkázal dům i se svou soukromou sbírkou. Významné muzeum starého malířství a sochařství je Städel a konečně Německé filmové muzeum.
V historickém centru města se nachází rodný dům J. W. Goetheho, Židovské muzeum (das Jüdische Museum), v bývalém karmelitánském klášteře sídlí Archeologické muzeum (Das Archäologisches Museum). Dále je Muzeum architektury (Deutsches Architekturmuseum), Přírodovědecké muzeum (das Naturmuseum Senckenberg), několik expozic mají spojená Muzea techniky (Technikmuseen) a Muzeum komunikací (das Kommunikationsmuseum).
K výrazným muzejním budovám patří Muzeum moderního umění (das Museum für moderne Kunst) z let 1989–1991 od vídeňského architekta Hanse Holleina, které trojbokým tvarem připomíná díl dortu. Budova stojí blízko frankfurtského dómu (Kaiserdom), v němž je vystaven Dómský poklad (Domschatz), nedaleko odtud na základech antické římské stavby stojí Historické muzeum města Frankfurtu (Das Historisches Museum). Moderní umění je vystaveno především v Schirn Kunsthalle, velkou sbírku moderního umění včetně českých jmen má Deutsche Bank ve stálé instalaci svého mrakodrapu.
Příměstskou rychlodráhou lze za 10 minut dojet do Německého muzea kůže a obuvi (Das Deutsches Ledermuseum) v Offenbachu.

### Komunikace – tisk, rádio, film, televize
Ve Frankfurtu se nachází přes 2000 společností, které pracují v komunikačním průmyslu - od klasických reklamních agentur po velké mediální koncerny. Na území Frankfurtu působí až 9 denních tiskovin (včetně center zahraničních novin), z toho nejznámější je Frankfurter Allgemeine Zeitung a Frankfurter Rundschau, téměř 200 vydavatelství a nakladatelství, cca 80 filmových produkcí. Největší televizí je Hessische Rundfunk, který se navíc podílí na programové nabídce televizních stanic ARD - das Erste, ARTE, 3Sat a Phönix. Sídlo zde má i tisková a informační agentura Reuters. Dále pak se zde nachází kolem 10 programových regionálních stanic.

### Univerzita
V roce 1912 byla ve Frankfurtu založena univerzita, která od roku 1932 nese jméno Johanna Wolfganga von Goetheho. V současnosti (2007) má celkem 16 fakult.

## Známé osobnosti

### Rodáci
- Karel II. Holý (823–877), západofranský král
- Maria Sibylla Merianová (1647–1717), malířka a přírodovědkyně
- Johann Friedrich Städel (1728–1816), bankéř a mecenáš umění
- Mayer Amschel Rothschild (1744–1812), bankéř
- Johann Wolfgang von Goethe (1749–1832), básník, prozaik a dramatik
- Friedrich Maximilian Klinger (1752–1831), dramatik
- Amschel Mayer Rothschild (1773–1855), bankéř
- Jacob von Sandrart rytec
- Friedrich Carl von Savigny, (1779–1861), právník
- Bettina von Arnim (1785–1859), spisovatelka
- Henri Nestlé (1814–1890), švýcarský podnikatel
- Karl Schwarzschild (1873–1916), astronom a fyzik
- Otto Loewi (1873–1961), farmakolog, nositel Nobelovy ceny za medicínu
- Otto Hahn (1879–1968), chemik, nositel Nobelovy ceny za chemii
- Hans Fischer (1881–1945), chemik, nositel Nobelovy ceny za chemii
- Hermann Abendroth (1883–1956), dirigent
- Walter Ruttmann (1887–1941), filmový režisér
- Ernst Udet (1896–1941), stíhací pilot v první světové válce
- Willy Messerschmitt (1898–1978), letecký konstruktér a podnikatel
- Erich Fromm (1900–1980), psychoanalytik, sociolog a filozof
- Erik Erikson (1902–1994), psycholog a psychoanalytik
- Theodor W. Adorno (1903–1969), filozof, sociolog a muzikolog
- Ernst vom Rath (1909–1938), diplomat
- Herbert Freudenberger (1927–1999), psychoanalytik

- Anne Franková (1929–1945), židovská oběť nacismu
- Robert Aumann (* 8. červen 1930), izraelský matematik, nositel Nobelovy ceny za ekonomii
- Horst Fuchs (1946–2023), teleshoppingový prodavač
- Gerd Binnig (* 20. červenec 1947), fyzik, nositel Nobelovy ceny za fyziku
- Ulrike Meyfarthová (* 4. květen 1956), bývalá výškařka, dvojnásobní olympijská vítězka
- Hans Zimmer (* 12. září 1957), skladatel filmové hudby
- Thomas Reiter (* 23. květen 1958), astronaut
- Hannes Jaenicke (* 26. únor 1960), herec
- Martin Lawrence (* 16. duben 1965), americký herec
- Johannes Brandrup (* 7. leden 1967), herec
- Tré Cool (* 9. prosinec 1972), hudebník
- Alexander Waske (* 31. březen 1975), tenista

### Osobnosti spojené s městem
- Karel Veliký (748–814), franský král a císař
- Ludvík II. Němec (kolem 805 – 876), bavorský a východofranský král
- Ludvík III. Mladý (kolem 835 – 882), východofranský král, syn Ludvíka Němce
- Giordano Bruno (1548–1600), italský filozof, astronom a dominikán
- Matthäus Merian (1593–1650), švýcarský rytec a nakladatel
- Georg Philipp Telemann (1681–1767), německý skladatel
- Clemens Brentano (1778–1842), německý básník a prozaik
- Arthur Schopenhauer (1788–1860) německý filozof
- Paul Ehrlich (1854–1915), německý chemik, lékař, sérolog a imunolog
- Engelbert Humperdinck (1854–1921), německý skladatel

- Max Beckmann (1884–1950), německý malíř, grafik a sochař
- Max Horkheimer (1895–1973), německý filozof a sociolog
- Paul Hindemith (1895–1963), německý violista, dirigent a skladatel
- Margarete Schütte-Lihotzky (1897–2000), rakouská architektka
- Ludwig Erhard (1897–1977), německý ekonom a spolkový kancléř
- Hans Bethe (1906–2005), americký fyzik německého původu, nositel Nobelovy ceny za fyziku
- Oskar Schindler (1908–1974), německý podnikatel, záchrance Židů v druhé světové válce
- Marcel Reich-Ranicki (1920–2013), německý publicista a literární kritik
- Karl Dedecius (1921–2016), německý spisovatel a překladatel polské literatury
- Jürgen Habermas (* 18. červen 1929), německý sociolog a filozof
- Helmut Kohl (* 3. duben 1930–2017), německý politik a kancléř
- Joschka Fischer (* 12. duben 1948), německý politik

## Turismus

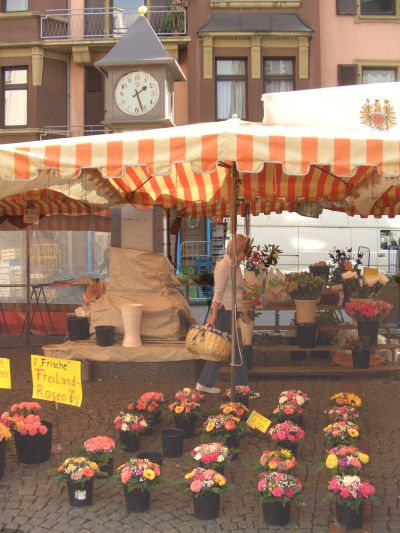
Týdenní trh v Bornheimě

Frankfurt ročně navštíví přes 2,3 miliónů turistů, z nichž polovinu tvoří cizinci. Průměrná doba návštěvy je 1,7 dne. Toto číslo tvoří především služební cesty obchodníků. Ve Frankfurtu se nachází přes 180 hotelů a pensionů, z toho 11 luxusních hotelů, tzv. First-Class-Hotels. Ve Frankfurtu sídlí přes 80 zahraničních konzulátů a úřadů ze 60 zemí.

### Veletrhy a výstavy
Frankfurt patří mezi největší veletržní a výstavní centra v Evropě co do počtu návštěvníků a vystavovatelů. Ročně pořádají Frankfurtské veletrhy přes 300 veletrhů a výstav doma i v zahraničí, v samotném Frankfurtu se koná cca 40 výstav. Největším a nejprestižnějším veletrhem je IAA – Mezinárodní automobilová výstava, které navštíví téměř milion návštěvníků, Buchmesse knižní veletrh, Internationale Frankfurter Messe Ambiente či Internationale Frankfurter Messe Tendence a hudební veletrh Pro Light & Sound. Díky kongresovému centru Congress Center Frankfurtského veletrhu se tak Frankfurt stává nejatraktivnějším kongresovým centrem mezinárodního významu.

### Nakupování
Nejdelší a nejfrekventovanější ulicí je Zeil, nejstarší Hauptwache a Konstablerwache, kde se každý čtvrtek a sobotu konají místní zelinářské trhy. V pátek se koná velký trh zeleniny a sýrů na Schillerstrasse. V sobotu na Mainufer se konají od 8:00 do 14:00 hodin bleší trhy. Směsici malých specializovaných obchůdků a butiků nabízí okolní uličky v blízkosti náměstí Schweizer Platz ve čtvrti Sachsenhausen a Berger Strasse ve čtvrti Bornheim.
Nejluxusnější nákupní ulicí je Goethestrasse, ve které jsou exklusivním sortimentem zastoupení všichni nejvýznamnější světoví designéři.

### Pohostinství

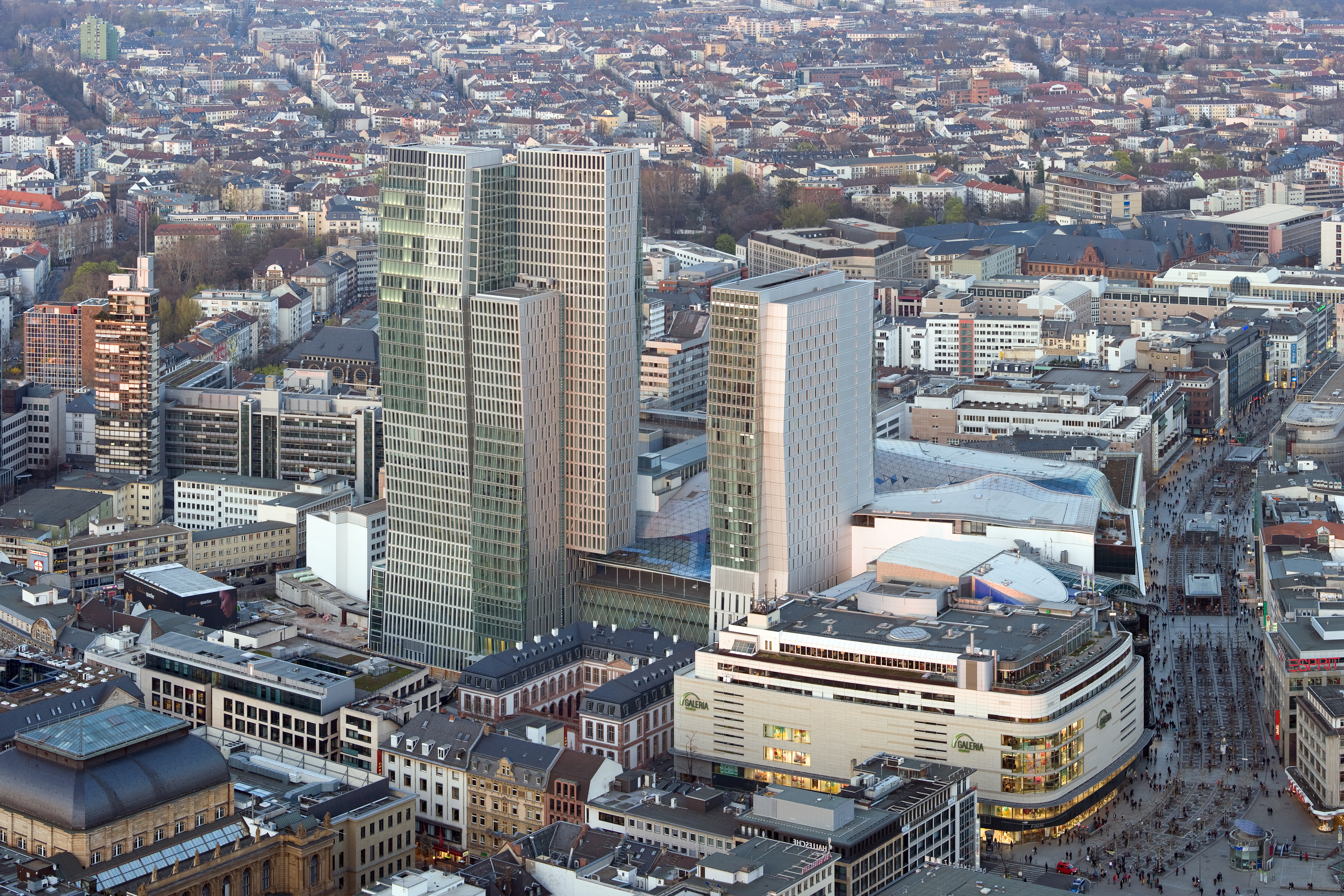
Ulice Zeil (vpravo)

Symbolem Hesenska je jablko. Místní pijí oblíbený jabčák (nářečím zvaný Ebblwoi, který obsahuje kolem 5 % alkoholu), děti pijí jablečný střik Apfelschorle. V typických frankfurtských restauracích si můžete objednat Frankfurter Grüne Sauce (brambory s pikantní omáčkou z drcených bylinek a s vařeným vejcem), ochutnat Handkäs mit Musik (tvarůžky na octě s kmínem a chlebem) či známé frankfurtské klobásky Frankfurter Würstchen.
Multikulturní charakter Frankfurtu nabízí bohatou paletu kafeterií, barů či restaurací s mezinárodní kuchyní (až 2 500 gastronomických zařízení). Za nejznámější je považováno Café Hauptwache, které vzniklo v původních prostorách Frankfurtská věznice či pojízdná tramvaj Ebbelwoiexpress.

### Regionální slavnosti
- Mainfest – Mohanská slavnost je každoročně pořádána v srpnu a jde o oslavu řeky Mohanu podél jejího pobřeží. Mainfest nabízí kulturní program, který se podobá českým poutím. Tyto slavnosti začínají pravidelně v pátek a jsou ukončeny v pondělí velkolepým ohňostrojem.
- Museumsuferfest – Muzejní nábřežní slavnost pořádá úřad pro multikulturní záležitosti Amt für multikulturelle Angelegenheiten pravidelně o víkendu na přelomu srpna/září. Tyto slavnosti jsou někdy přezdívány Frankfurter Bühne (Frankfurtské pódium), jejich účelem je bohatá programová prezentace umělců 80 národů na břehu Mohanu. Tato společenská akce je vysoce ceněna nejen laickou, ale i odbornou veřejností. Součástí Museumsuferfest je také otevření dveří všech muzeí města Frankfurt návštěvníkům. Návštěvníci mají možnost za minimální poplatek navštívit všechna muzea.

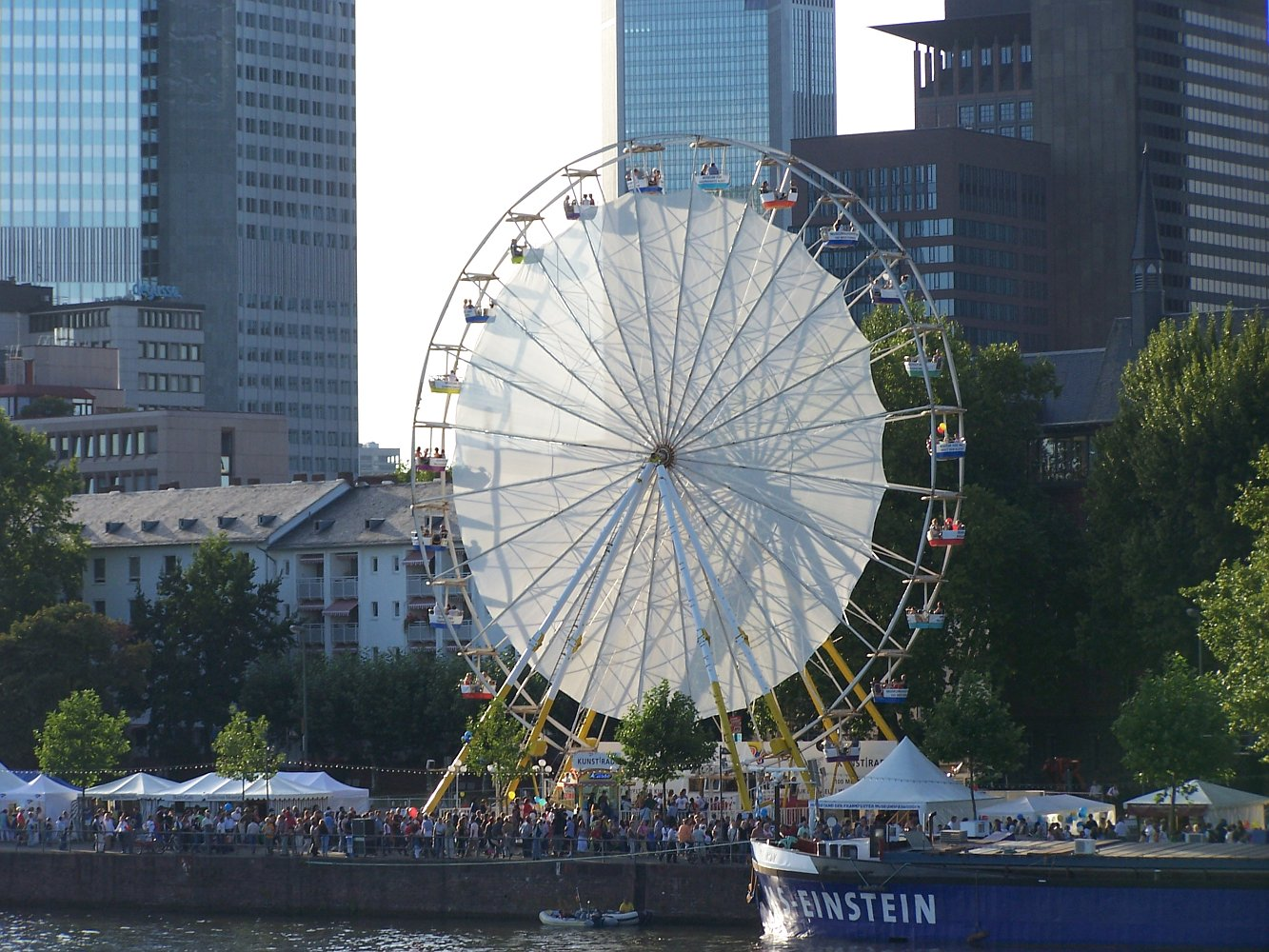
Muzejní nábřežní slavnost 2005

- Nacht der Museen – Noc muzeí je akcí, která se uskutečňuje pravidelně o letních prázdninách. Muzea a galerie Frankfurtu otevřou své brány od 18:00 do 02:00 hodin.
- Frankfurter Weihnachtsmarkt, vánoční trhy jsou slavnostně otevřeny měsíc před Štědrým večerem, původním místem konání byl vždy Römerberg. Dnes se trhy rozprostírají na následující území Frankfurtu: Paulsplatz, Liebfrauenberg, Neue Kräme, Fahrtor, Mainkai, Zeil a Konstablerwache.
- Dippemess[35] se pořádá vždy na jaře (tzv. Frühjahr Dippemess – duben/květen) a na podzim (tzv. Herbst Dippemess – září), místem konání je tzv. Festplatz am Ratsweg.
- Sommerfest Opernplatz se pořádá vždy na přelomu června a července na náměstí před budovou Alte Oper. Součástí této slavnosti je zapojení dospělých k dětským hrám.
- Bundesäppelwoifest je národní slavností jabčáku. Koná se vždy poslední srpnový víkend v roce okolí města Hanau, které je výchozím bodem pro tažení slavnosti po hesenských vinných ulicích.

### Výletní destinace
- Výlety za historií – radnice Römer a okolí jsou středem historického centra města Frankfurt. Fasádu Frankfurtské radnice zdobí sochy císařů Friedricha Barbarossy, Ludvíka IV. Bavora, Karla IV. a Maximiliána II. V budově radnice se nachází Kaisersaalem – císařský sál s 52 portréty císařů životní velikosti – od Karla Velikého, přes Karla IV., Rudolfa II. až do Františka II.). Vedle Römerbergu se tyčí středověká katedrála, hlavní katolický kostel.[36] V kostele Paulskirche zasedal v letech 1848/1849 německý parlament v rámci národního shromáždění a rodiště J. W. Goetheho (Goethe-Haus).
- Kaiserdom (Kostel svatého Bartoloměje)[36] se nachází vedle Römerbergu a je perlou historického centra města. Pro vývoj Evropy měl velký historický význam, protože tento kostel byl místem volby německých králů a římských císařů Svaté Říše Římské. Tato funkce byla kostelu připsána na základě Zlaté Buly Karla IV. z roku 1356.
- Zoo – zoologická zahrada, se nachází v centru Frankfurtu a nabízí svým návštěvníkům až 5 000 zvířat 600 živočišných druhů. Frankfurtské ZOO je zvláštní svým architektonickým řešením, protože se dělí na podzemní a nadzemní prezentaci. Další zvláštností Frankfurtského ZOO je možnost pronájmu zasedacích místností či možnosti uspořádání slavností v prostorách za účasti vybrané zvěře. V areálu Frankfurtského ZOO se také nachází komediální divadlo Fritz-Rémond-Theater.[18]
- Palmengarten (Palmové zahrada) je zelenou oázou v centru Frankfurtu. Palmengarten svým návštěvníkům nabízí celoročně stálou exotickou výstavu až 3 000 druhů rostlin, která je navíc obměňována různými společenskými akcemi – výstavy, koncerty, divadlo, apod.
- Main Tower je nejvýše položená restaurace ve Frankfurtu. Na špici tohoto mrakodrapu je vyhlídková terasa.[37]
- Kleinmarkthalle (Frankfurtské tržiště) se nachází mezi velechrámem a historickým policejním revírem „Konstablerwache“ a nabízí návštěvníkům gurmánskou všehochuť.
- Goetheturm (Goethova věž) je největší a nejstarší vyhlídkovou věží ve Frankfurtu. Tuto věž najdeme v lese části obce Sachsenhausen.
- Europaturm je druhá nejvyšší stavba v Německu.

## Sport
Ve městě sídlí jeden z nejúspěšnějších fotbalových klubů v Německu pod názvem Eintracht Frankfurt. Mistr Německa a Evropy. Nosí černobíločervené barvy a znak orla.

## Správa města
Magistrát města zastupuje primátor. Hlavní členové městské rady jsou voleni na 6 let, dobrovolní členové na 5 let. Zastupitelstvo města tvoří 93 členů, z čehož většina patří CDU.
Každá část Frankfurtu je zastoupena místním radou (16 členů), jejichž účelem je zastupovat jednotlivé obce na magistrátě. Tito členové jsou voleni na 5 let. Na magistrátě působí komunální zastoupení cizinců, tzv. KAV (Kommunale Ausländer- und Ausländerinenvertretung) složené z 37 členů, jejichž úkolem je zastupovat zájmy zahraničních občanů města Frankfurt.

### Městské čtvrti

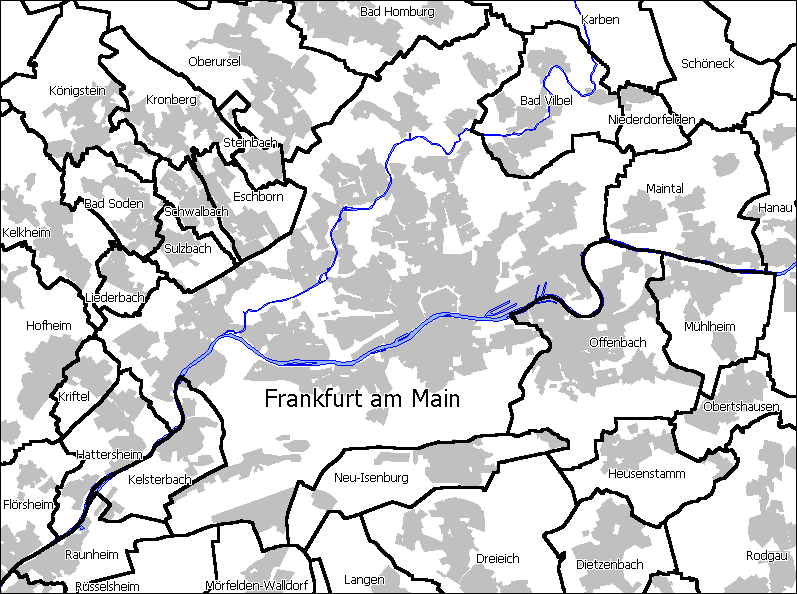
Frankfurt jako centrum regionu Rhine-Main

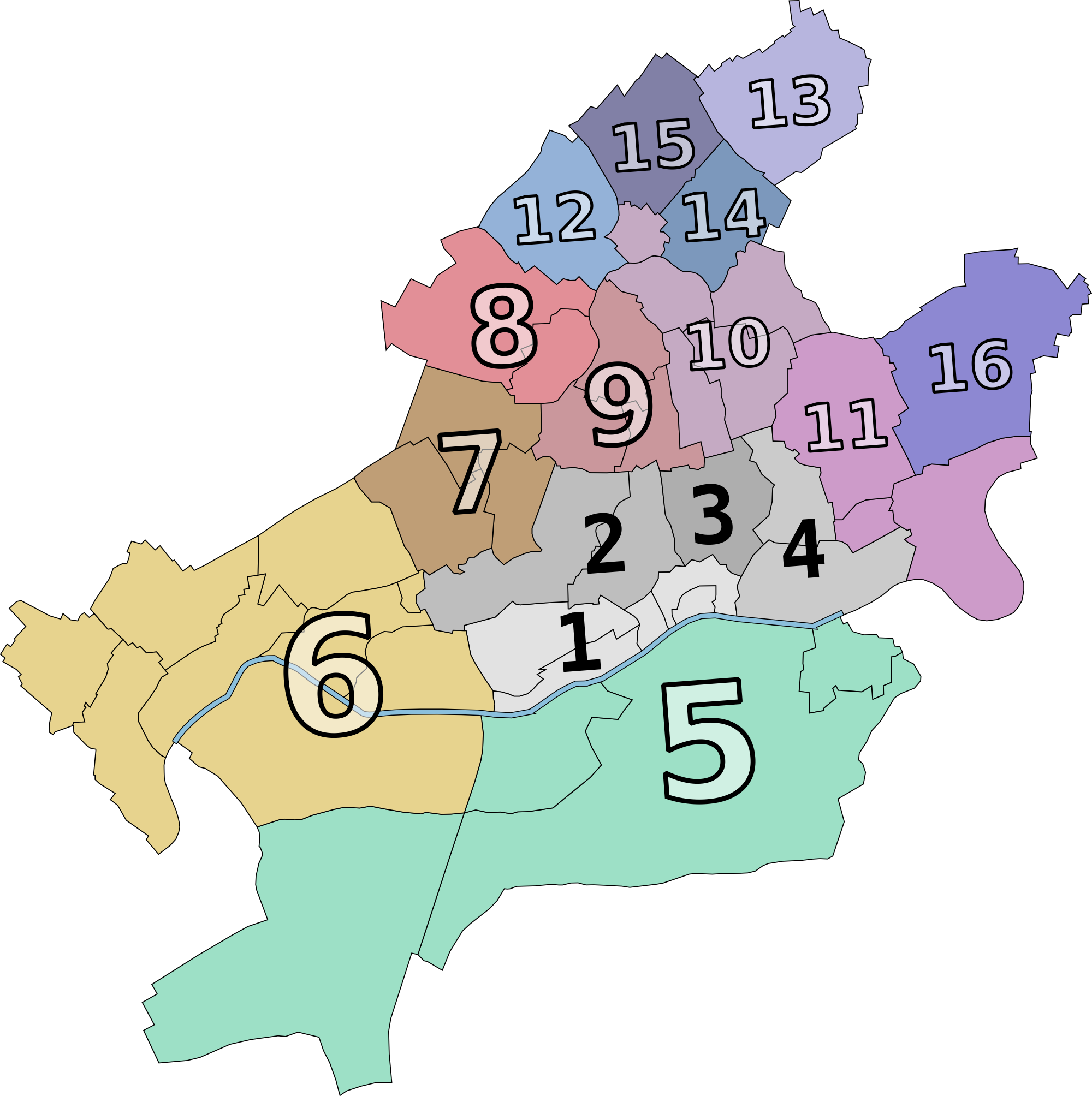
16 Ortsbezirke (místních okresů) Frankfurtu

46 Stadtteile (městských čtvrtí) Frankfurtu

| Č.    | Městský obvod               | Rozloha (km²) | Obyvatel                                   | Cizinci                                    | Cizinci (%)                                |
| ----- | --------------------------- | ------------- | ------------------------------------------ | ------------------------------------------ | ------------------------------------------ |
| 01    | Altstadt                    | 0,51 km²      | 4 207                                      | 1 527                                      | 36,30%                                     |
| 02    | Innenstadt                  | 1,52 km²      | 6 682                                      | 3 144                                      | 47,05%                                     |
| 03    | Bahnhofsviertel             | 0,53 km²      | 3 816                                      | 1 956                                      | 51,26%                                     |
| 04    | Westend-Süd                 | 2,47 km²      | 20 160                                     | 6 195                                      | 30,73%                                     |
| 05    | Westend-Nord                | 1,67 km²      | 10 154                                     | 2 921                                      | 28,77%                                     |
| 06    | Nordend-West                | 3,07 km²      | 31 088                                     | 6 667                                      | 21,45%                                     |
| 07    | Nordend-Ost                 | 1,69 km²      | 22 947                                     | 5 228                                      | 22,78%                                     |
| 08    | Ostend                      | 5,40 km²      | 30 102                                     | 8 981                                      | 29,84%                                     |
| 09    | Bornheim                    | 2,66 km²      | 30 740                                     | 7 585                                      | 24,67%                                     |
| 10    | Gutleutviertel              | 2,20 km²      | 7 114                                      | 3 212                                      | 45,15%                                     |
| 11    | Gallus                      | 4,22 km²      | 43 522                                     | 18 569                                     | 42,67%                                     |
| 12    | Bockenheim                  | 8,04 km²      | 42 910                                     | 14 640                                     | 34,12%                                     |
| 13    | Sachsenhausen-Nord          | 4,24 km²      | 32 566                                     | 8 052                                      | 24,73%                                     |
| 14    | Sachsenhausen-Süd           | 34,91 km²     | 29 595                                     | 7 469                                      | 25,24%                                     |
| 15    | Flughafen                   | 20,00 km²     | započítáno v obvodu 14 (Sachsenhausen-Süd) | započítáno v obvodu 14 (Sachsenhausen-Süd) | započítáno v obvodu 14 (Sachsenhausen-Süd) |
| 16    | Oberrad                     | 2,74 km²      | 13 626                                     | 4 826                                      | 35,42%                                     |
| 17    | Niederrad                   | 2,93 km²      | 28 659                                     | 10 714                                     | 37,38%                                     |
| 18    | Schwanheim                  | 17,73 km²     | 20 513                                     | 5 228                                      | 25,49%                                     |
| 19    | Griesheim                   | 4,90 km²      | 23 345                                     | 10 010                                     | 42,88%                                     |
| 20    | Rödelheim                   | 5,15 km²      | 19 582                                     | 7 032                                      | 35,91%                                     |
| 21    | Hausen                      | 1,26 km²      | 7 269                                      | 2 582                                      | 35,52%                                     |
| 22/23 | Praunheim                   | 4,55 km²      | 16 685                                     | 4 750                                      | 28,47%                                     |
| 24    | Heddernheim                 | 2,49 km²      | 17 140                                     | 4 526                                      | 26,41%                                     |
| 25    | Niederursel                 | 7,22 km²      | 16 897                                     | 5 294                                      | 31,33%                                     |
| 26    | Ginnheim                    | 2,73 km²      | 16 957                                     | 4 652                                      | 27,43%                                     |
| 27    | Dornbusch                   | 2,38 km²      | 18 621                                     | 4 252                                      | 22,83%                                     |
| 28    | Eschersheim                 | 3,34 km²      | 15 338                                     | 3 538                                      | 23,07%                                     |
| 29    | Eckenheim                   | 2,23 km²      | 14 151                                     | 4 351                                      | 30,75%                                     |
| 30    | Preungesheim                | 3,74 km²      | 15 745                                     | 4 459                                      | 28,32%                                     |
| 31    | Bonames                     | 1,24 km²      | 6 393                                      | 1 873                                      | 29,30%                                     |
| 32    | Berkersheim                 | 3,18 km²      | 3 834                                      | 851                                        | 22,20%                                     |
| 33    | Riederwald                  | 1,04 km²      | 4 925                                      | 1 444                                      | 29,32%                                     |
| 34    | Seckbach                    | 8,04 km²      | 10 522                                     | 3 185                                      | 30,27%                                     |
| 35    | Fechenheim                  | 7,18 km²      | 17 291                                     | 7 567                                      | 43,76%                                     |
| 36    | Höchst                      | 4,73 km²      | 15 937                                     | 6 681                                      | 41,92%                                     |
| 37    | Nied                        | 3,82 km²      | 19 841                                     | 7 625                                      | 38,43%                                     |
| 38    | Sindlingen                  | 3,98 km²      | 8 866                                      | 2 950                                      | 33,27%                                     |
| 39    | Zeilsheim                   | 5,47 km²      | 12 641                                     | 4 171                                      | 33,00%                                     |
| 40    | Unterliederbach             | 5,85 km²      | 17 039                                     | 5 785                                      | 33,95%                                     |
| 41    | Sossenheim                  | 5,97 km²      | 16 173                                     | 6 194                                      | 38,30%                                     |
| 42    | Nieder-Erlenbach            | 8,34 km²      | 4 798                                      | 700                                        | 14,59%                                     |
| 43    | Kalbach-Riedberg            | 6,90 km²      | 22 851                                     | 5 650                                      | 24,73%                                     |
| 44    | Harheim                     | 5,02 km²      | 5 308                                      | 879                                        | 16,56%                                     |
| 45    | Nieder-Eschbach             | 6,35 km²      | 11 855                                     | 3 012                                      | 25,41%                                     |
| 46    | Bergen-Enkheim              | 12,54 km²     | 18 000                                     | 3 766                                      | 20,92%                                     |
| 47    | Frankfurter Berg            | 2,16 km²      | 8 069                                      | 2 210                                      | 27,39%                                     |
|       | Město Frankfurt nad Mohanem | 248,33 km²    | 764 474                                    | 236 903                                    | 30,99%                                     |

### Partnerská města
- Lyon, Francie, 1960
- Birmingham, Spojené království, 1966
- Milán, Itálie, 1971
- Kanton, Čína, 1988
- Budapešť, Maďarsko, 1990
- Praha, Česko, 1990
- Granada, Nikaragua, 1991
- Krakov, Polsko, 1991
- Káhira, Egypt, 1979
- Tel Aviv, Izrael, 1980
- Toronto, Kanada, 1989
- Lipsko, Německo, 1990
- Dubaj, Spojené arabské emiráty, 2005
- Tchien-ťin, Čína, 2007
- Šen-čen, Čína, 2006
- Peking, Čína, 2007

### Česká zastoupení
- Honorární konzulát České republiky

Jurgen-Ponto-Platz 2, 60329 Frankfurt am Main
- Honorární konzulát České republiky, Honorární konzul Dr. Robin Leon Fritz

Eschersheimer Landstr. 27, 60322 Frankfurt am Main
- Deutsch-Tschechische und Deutsch-Slowakische Wirtschaftsvereinigung (DTSW) e. V.

Flinschstrasse 55, 60388 Frankfurt am Main

## Galerie

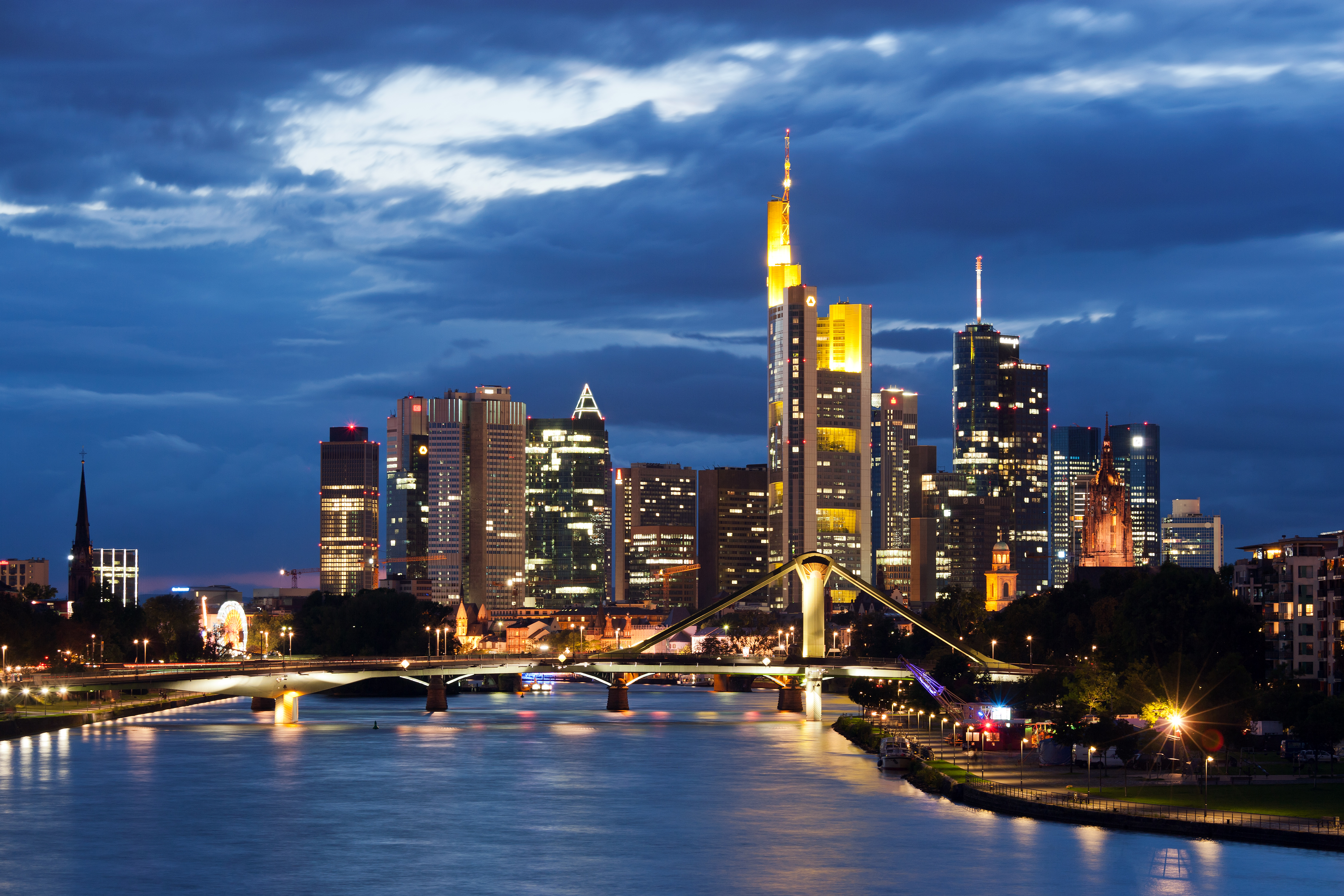
Finanční distrikt v noci
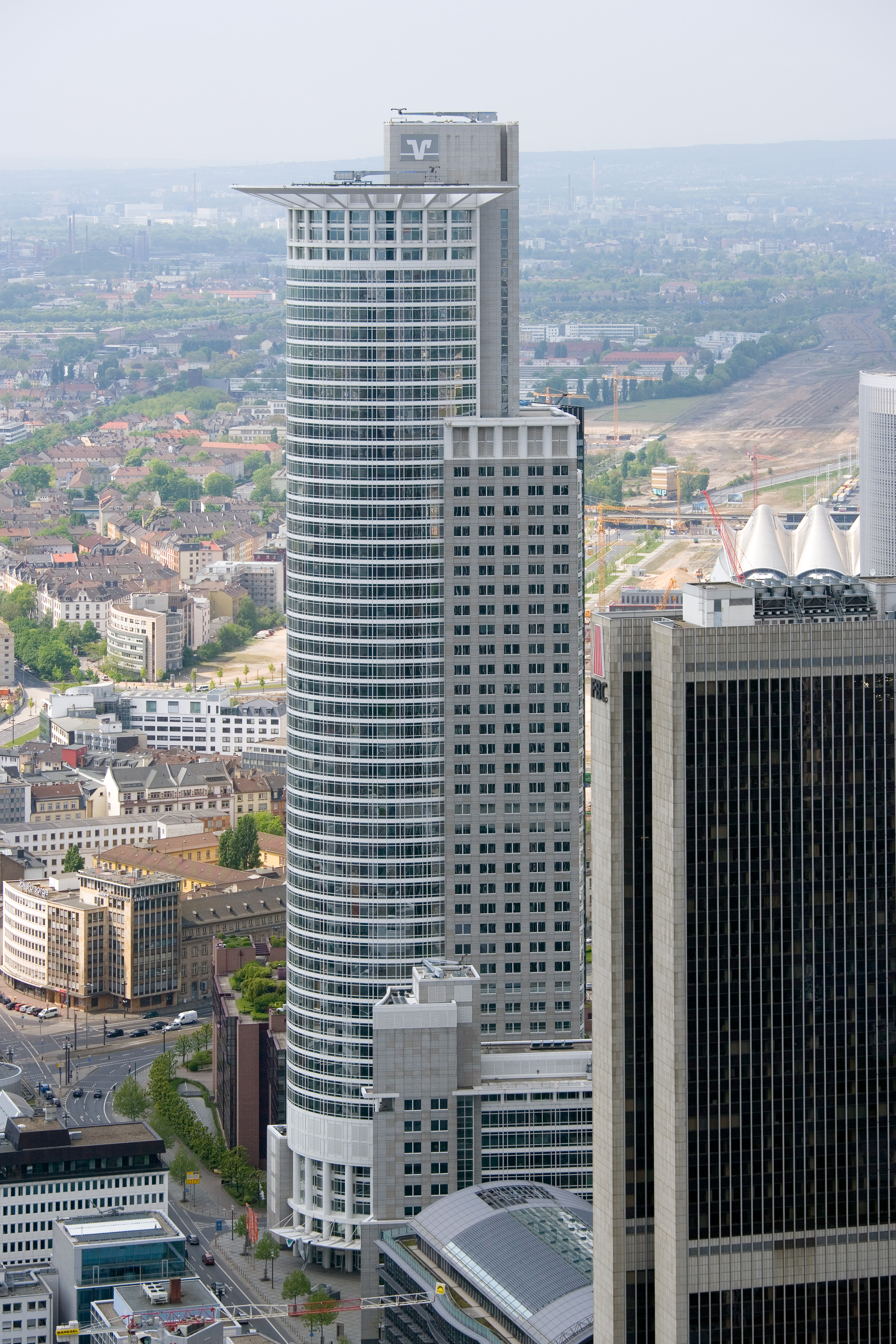
Westendtower, také známa jako „Kronenhochhaus“
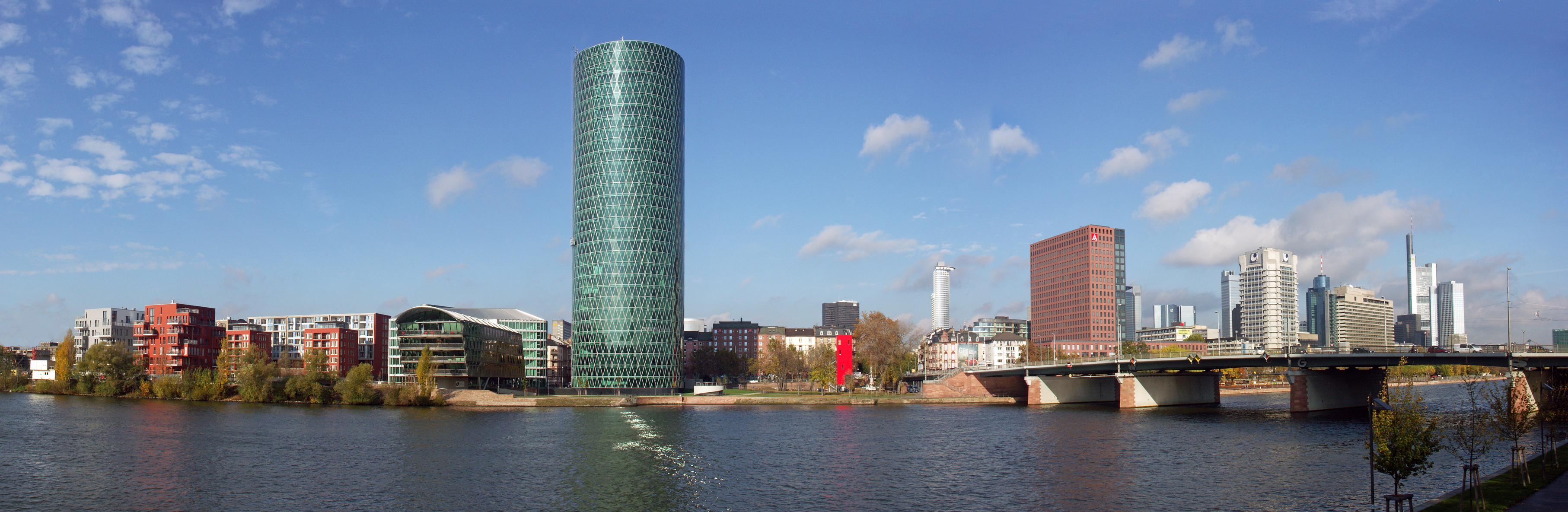
Pohled ze břehu řeky Mohan
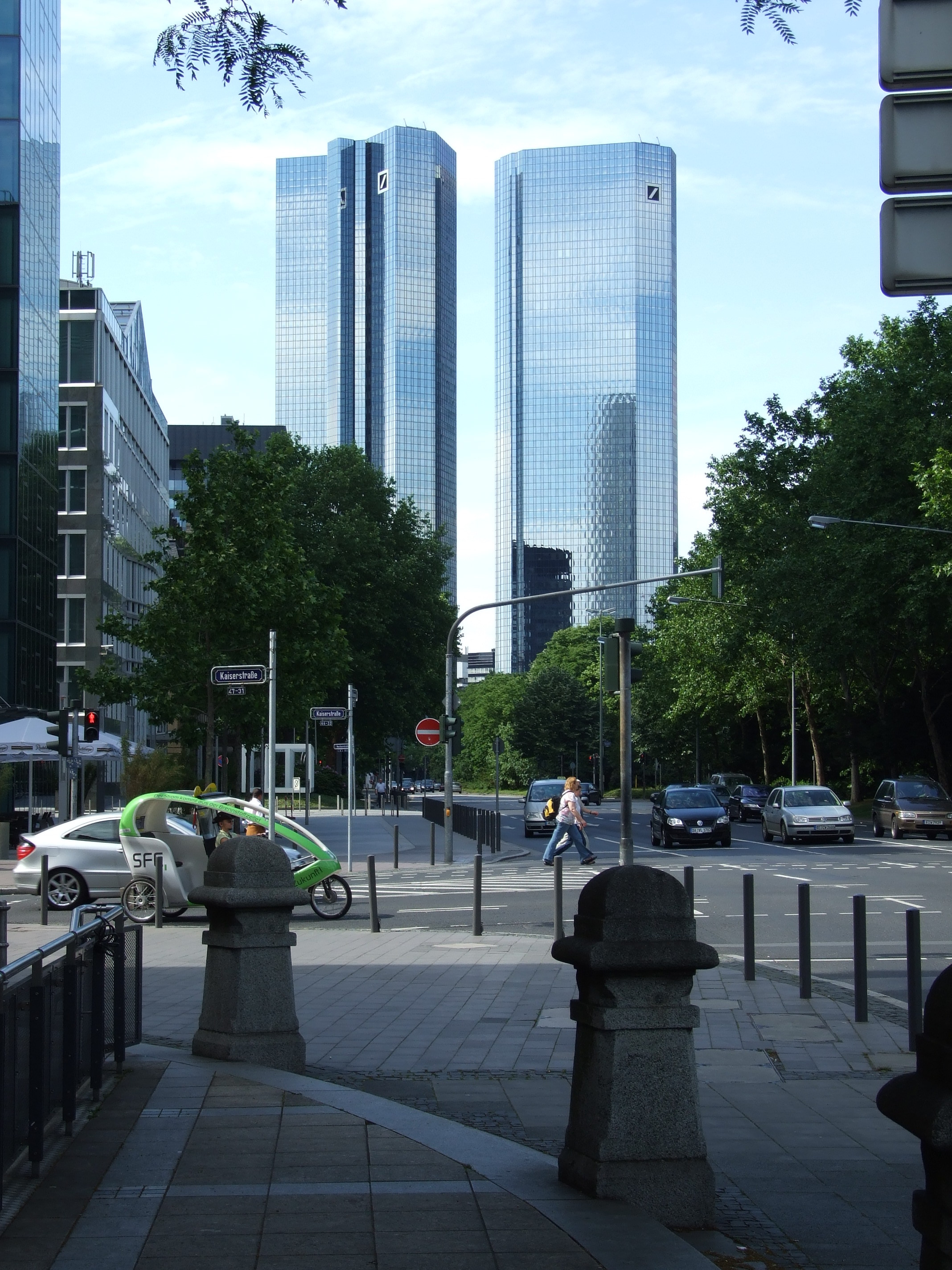
Dvojčata Deutsche Bank
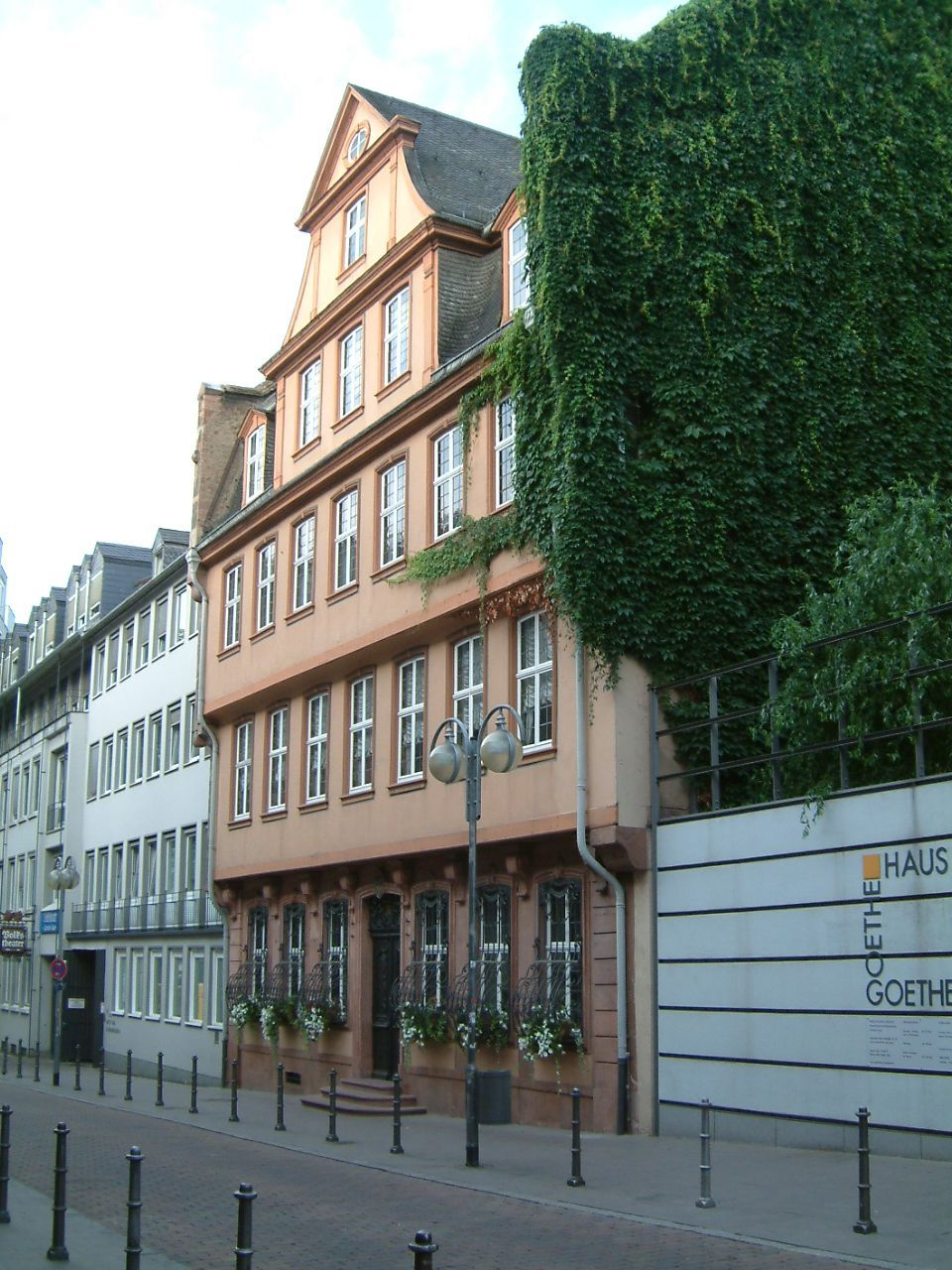
Goetheho dům
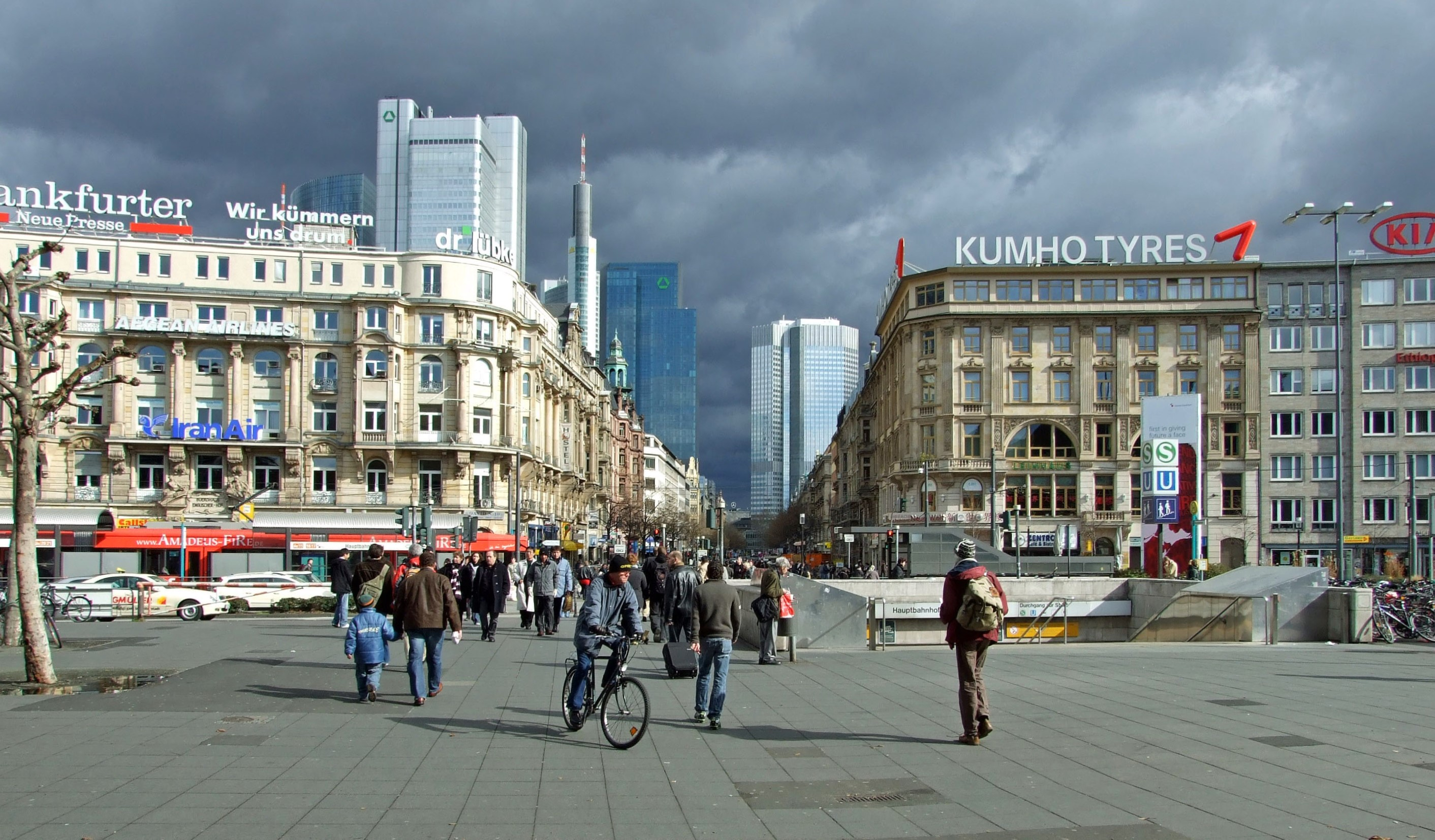
Kaiserstrasse, pohled z nádraží
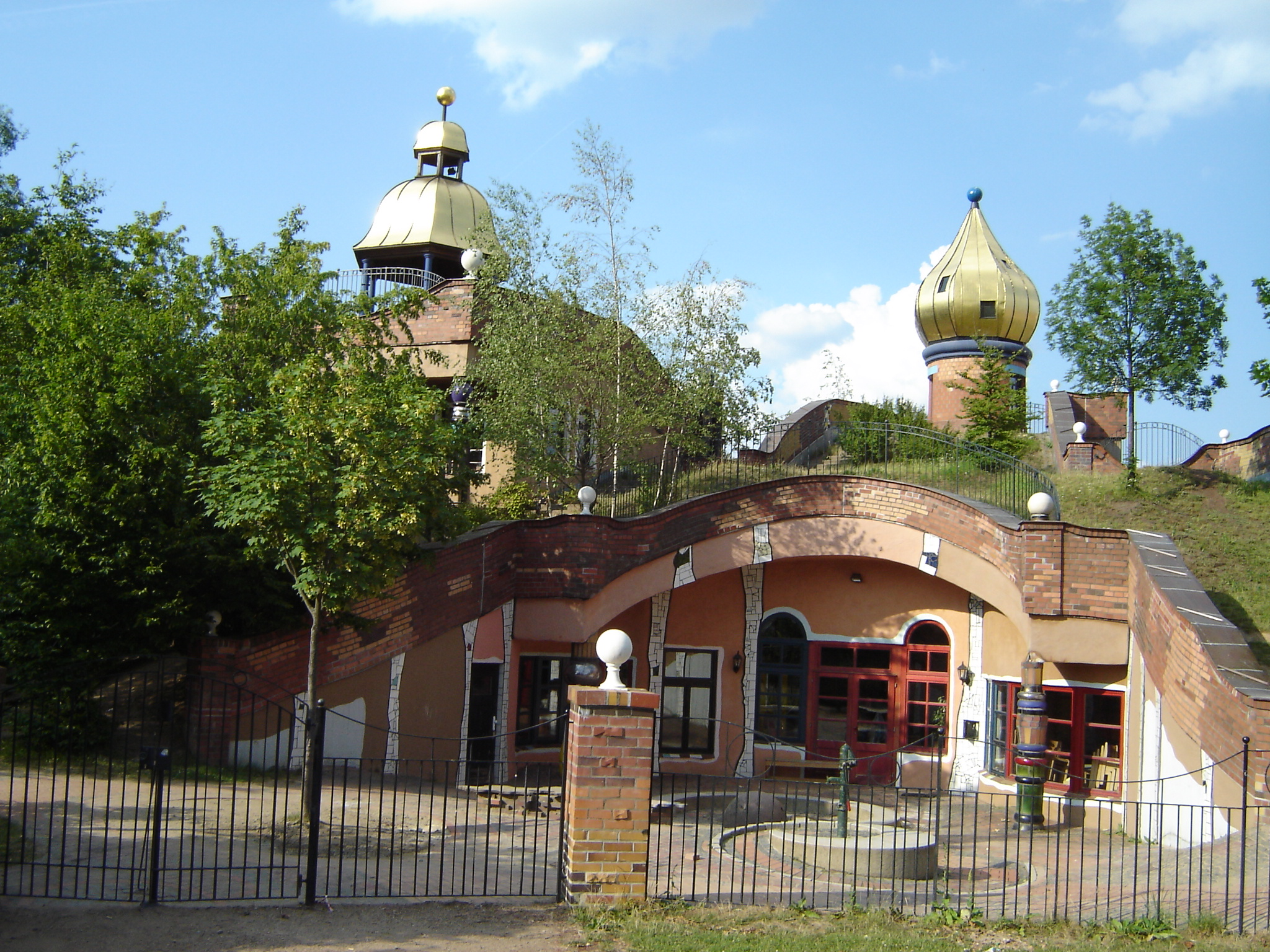
Hundertwasserova-školka v obvodu Heddernheim
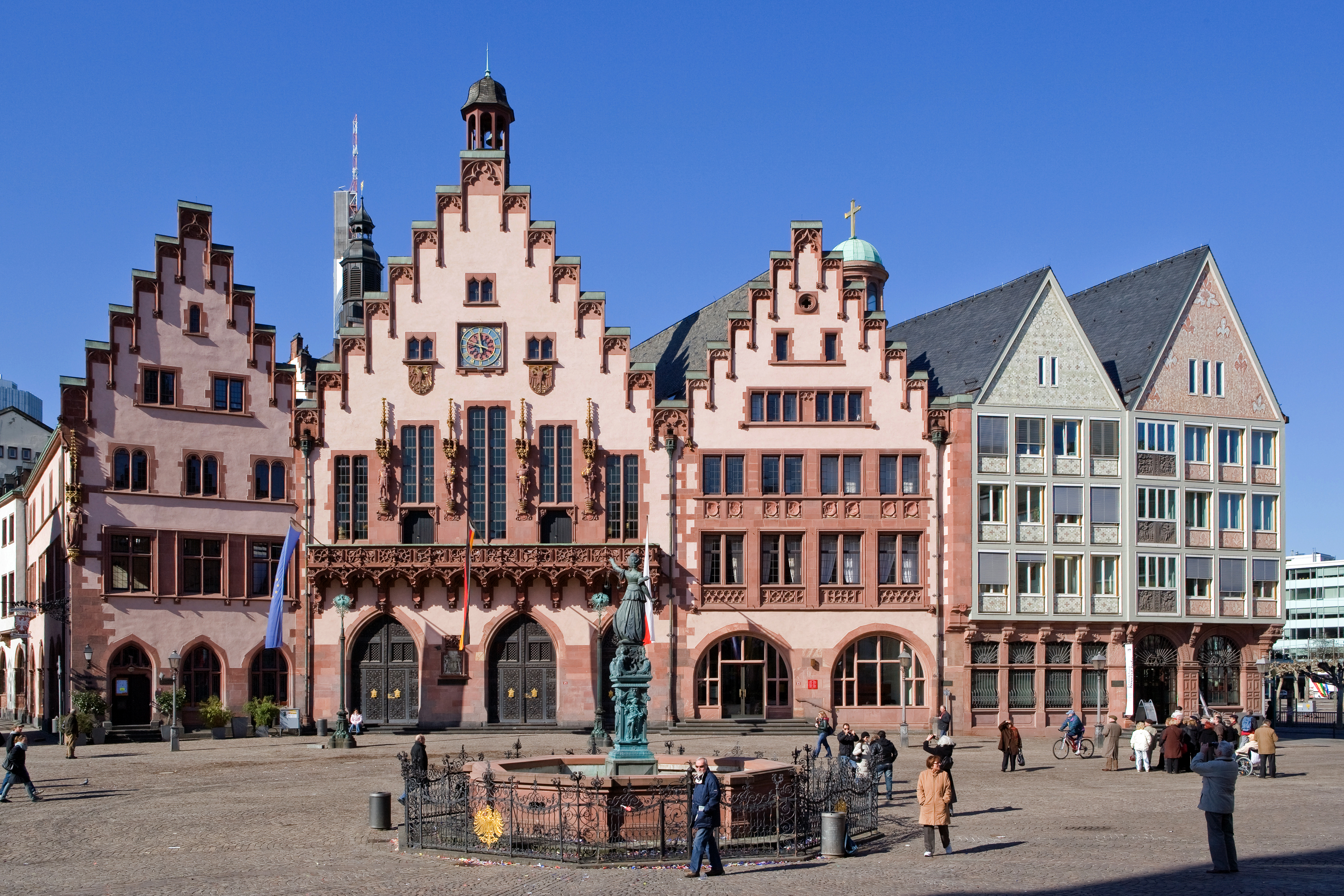
Römer – stará radnice
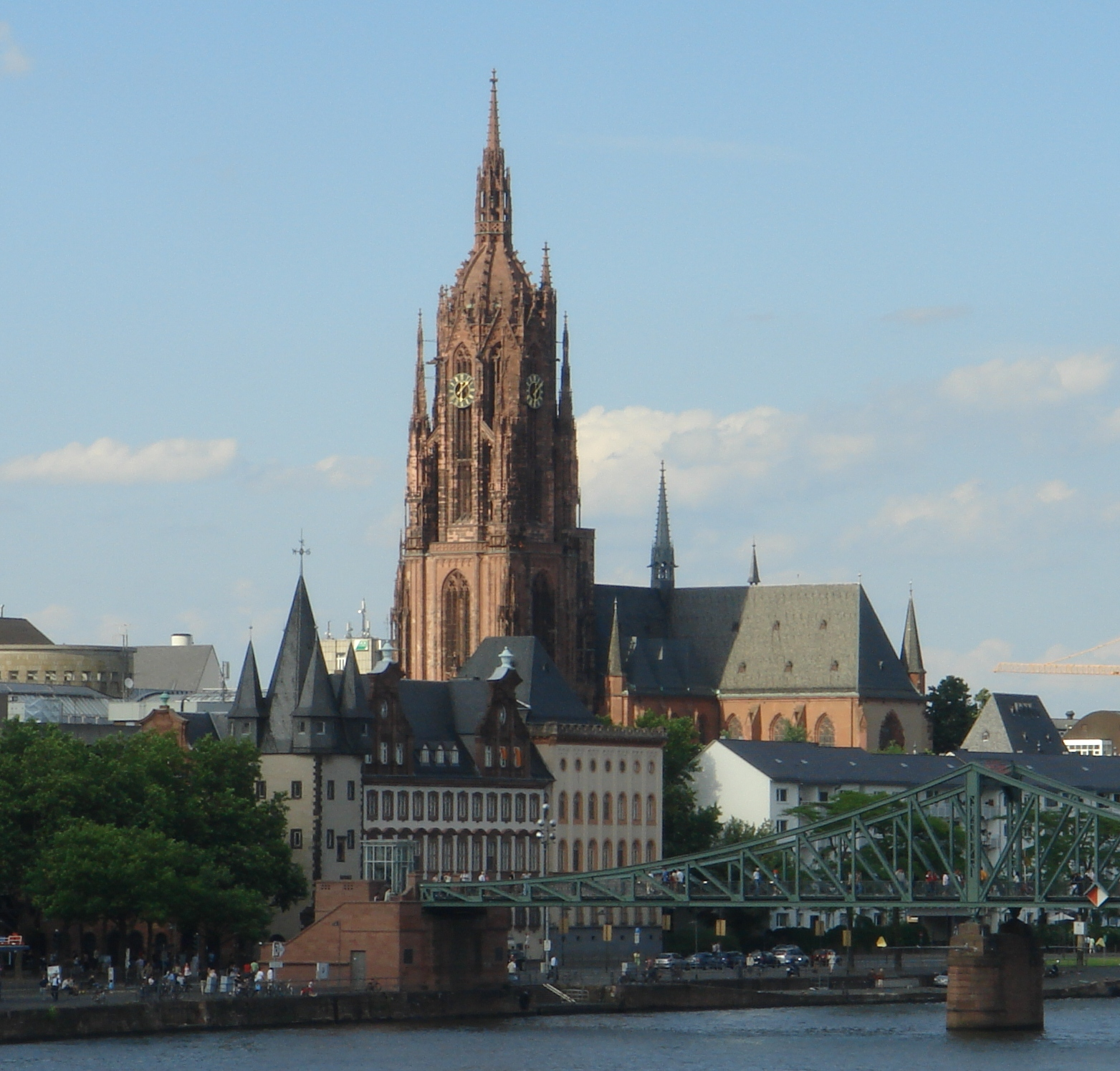
Kaiserdom